# Juana Inés de la Cruz
Juana Inés de Asbaje Ramírez de Santillana (San Miguel Nepantla, Tepetlixpa, 12 de noviembre de 1648 o 1651-Ciudad de México, 17 de abril de 1695), más conocida como sor Juana Inés de la Cruz o Juana de Asbaje, fue una religiosa jerónima y escritora novohispana considerada mexicana para muchos autores, exponente del Siglo de Oro de la literatura en español. También incorporó el náhuatl clásico a su creación poética.
Conocida como la décima musa, cultivó la lírica, el auto sacramental y el teatro, así como la prosa. A muy temprana edad aprendió a leer y a escribir. Perteneció a la corte de Antonio Sebastián de Toledo Molina y Salazar, marqués de Mancera y 25.º virrey novohispano. En 1669, por anhelo de conocimiento, ingresó a la vida monástica. Sus más importantes mecenas fueron los virreyes De Mancera, el arzobispo virrey Payo Enríquez de Rivera y los marqueses de la Laguna de Camero Viejo, virreyes también de la Nueva España, quienes publicaron los dos primeros tomos de sus obras en la España peninsular. Gracias a Juan Ignacio María de Castorena Ursúa y Goyeneche, obispo de Yucatán, se conoce la obra que sor Juana tenía inédita cuando fue condenada a destruir sus escritos. Él la publicó en España. Sor Juana murió a causa de una epidemia el 17 de abril de 1695 en el Convento de San Jerónimo.
Sor Juana Inés de la Cruz ocupó, junto con Bernardo de Balbuena, Juan Ruiz de Alarcón y Carlos de Sigüenza y Góngora, un destacado lugar en la literatura novohispana. En el campo de la lírica, su trabajo se adscribe a los lineamientos del barroco español en su etapa tardía. La producción lírica de Sor Juana, que supone la mitad de su obra, es un crisol donde convergen la cultura de una Nueva España en apogeo, el culteranismo de Góngora y la obra conceptista de Quevedo y Calderón.
La obra dramática de sor Juana va de lo religioso a lo profano. Sus obras más destacables en este género son Amor es más laberinto, Los empeños de una casa y una serie de autos sacramentales concebidos para representarse en la corte.
Escribió obras de teatro, como Los empeños de una casa (1683) y Amor es más laberinto (1689); autos sacramentales como El divino Narciso (1689) y abundante poesía

## Biografía

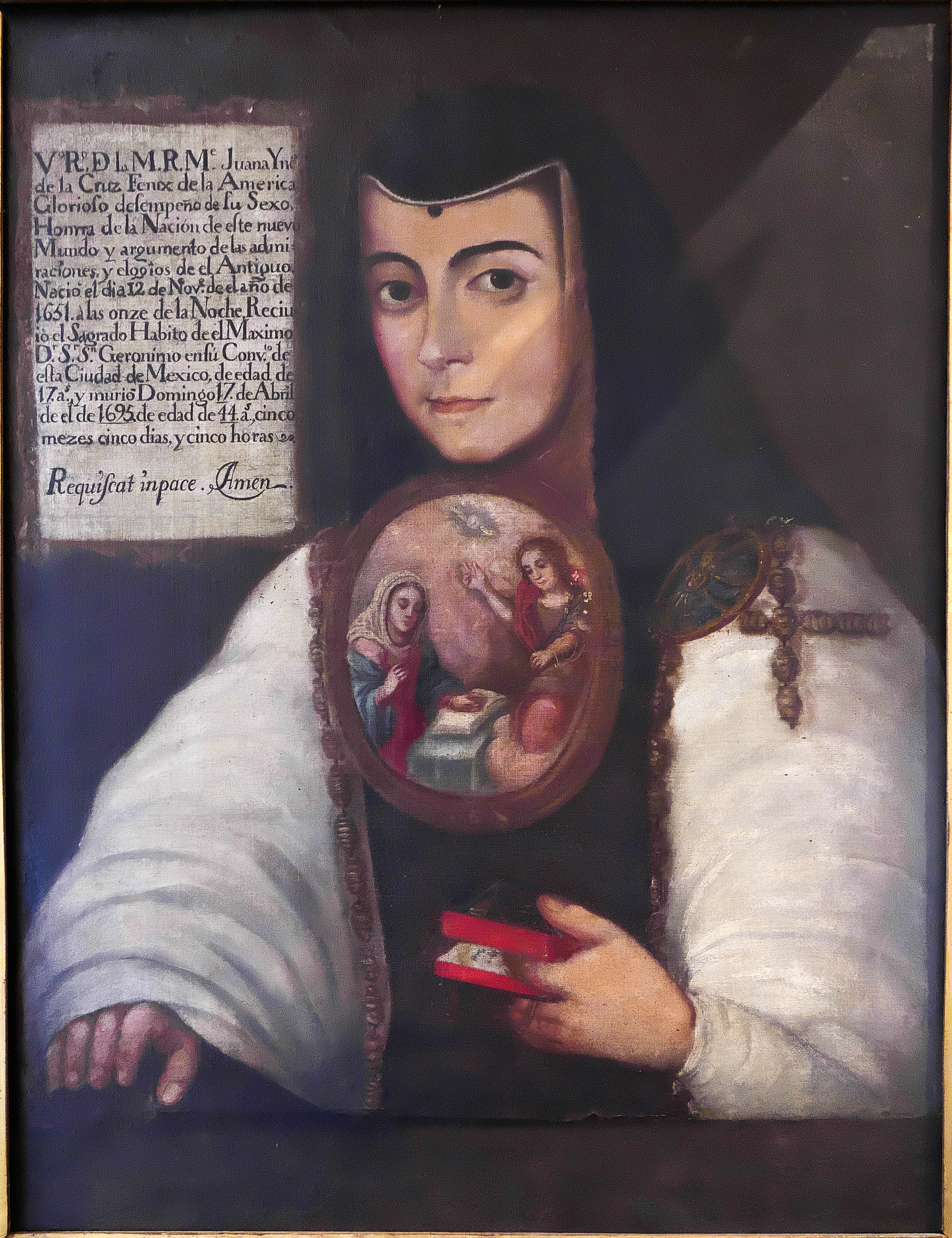
Sor Juana Inés de la Cruz, por Juan de Miranda (convento de Santa Paula, Sevilla).

### Polémica de su nacimiento
Hasta casi mediados del siglo XX, la crítica sorjuanista aceptaba como válido el testimonio de Diego Calleja, primer biógrafo de la monja, sobre su fecha de nacimiento. Según Calleja, Sor Juana habría nacido el 13 de noviembre de 1651 en San Miguel Nepantla. En 1952, el descubrimiento de un acta de bautismo que supuestamente pertenecería a Sor Juana adelantó la fecha de nacimiento de la poetisa a 1648. Según dicho documento, Juana Inés habría sido bautizada el 5 de diciembre de 1648. Varios críticos, como Octavio Paz, Antonio Alatorre, y Guillermo Schmidhuber aceptan la validez del acta de bautismo y así como Alberto G. Salceda, aunque la estudiosa cubana Georgina Sabat de Rivers considera insuficientes las pruebas que aporta esta acta. Así, según Sabat, la partida de bautismo correspondería a una pariente o a una  francesa. De acuerdo con Alejandro Soriano Vallés, la fecha más aceptable es la de 1651, porque una de las hermanas de sor Juana supuestamente fue dada a luz el 19 de marzo de 1649, resultando imposible que Juana Inés naciera en noviembre de 1648. (Esta suposición de 1651 no está fundamentada en documentos probatorios, sino en suposiciones que parten de la fecha informada por Diego Calleja en 1700. Sin embargo, el hallazgo de Guillermo Schmidhuber de la Fe de bautizo de "María hija de la Iglesia" en Chimalhuacán fechada el 23 de julio de 1651, perteneciente a la hermana menor de sor Juana, imposibilita el nacimiento de la Décima Musa en 1651 porque el vientre de la madre estaba ocupado por otra niña, es decir, su hermana María).
La doctora investigadora Lourdes Aguilar Salas, en la biografía que comparte para Universidad del Claustro de Sor Juana, señala 1651 como la más correcta. De hecho, lo que sostiene Alejandro Soriano ya lo había manifestado previamente Georgina Sabat de Rivers, y él solamente retoma con posterioridad el argumento de la reputada sorjuanista, quien personalmente se inclina por el año de 1651 porque, al saberse la fecha de bautismo de la hermana de sor Juana de nombre Josefa María, 29 de marzo de 1649, la proximidad de fechas impedía pensar en dos partos con una diferencia tan breve (Nota: nunca ha sido localizada la Fe de Bautismo de Josefa María, la fecha del nacimiento de esta niña es una suposición que no ha sido fundamentada en un documento).
Sin embargo, este argumento también se relativiza inevitablemente cuando sabemos que el término entre el nacimiento y el bautizo frecuentemente distaba no solo de días, sino de meses y hasta años, así como sabemos por el historiador Robert McCaa, quien parte de un estudio directo de las fuentes escritas de la época, que las actas de bautismo en las zonas rurales se registraban en los libros habiendo cumplido los infantes desde varios meses hasta uno o varios años de haber sido presentados para su bautismo. El hallazgo del acta de Chimalhuacán por el historiador Guillermo Ramírez España fue publicado por Alberto G. Salceda en 1952; en ella aparecen los tíos de sor Juana como padrinos de una niña anotada como “hija de la Iglesia”, esto es, ilegítima. Anteriormente solo se tenía como referencia la biografía de sor Juana escrita por el jesuita Diego Calleja y publicada en el tercer volumen de las obras de sor Juana: Fama y obras póstumas (Madrid, 1700). No obstante, los documentos existentes no son definitivos al respecto. Por un lado la biografía de Calleja adolece de inexactitudes típicas de la tendencia hagiográfica de la época en torno a los personajes eclesiásticos destacados; es decir, los datos se modifican posiblemente con intenciones ulteriores. Por dar solo un ejemplo, Calleja fija terminantemente en viernes el día del supuesto nacimiento de sor Juana, cuando el 12 de noviembre de 1651, la fecha anotada por él, no fue viernes.  Por otro lado, el acta de Chimalhuacán hallada en el siglo XX presenta escasos datos acerca de la bautizada; si, como se acepta actualmente, la fecha de diciembre de 1648 es solo la de bautismo, la de nacimiento pudo haber sido varios meses o un año antes. Schmidhuber ha descubierto una segunda partida de bautismo de la parroquia de Chimalhuacán que dice: «María hija de la Iglesia», está fechada el 23 de julio de 1651 y el nombre concuerda con la hermana menor de sor Juana; imposible resulta que otra niña naciera el mismo año.
Hasta el día de hoy, lo más riguroso desde el punto de vista historiográfico es mantenerse en la disyuntiva entre 1648 a 1651, tal como sucede con un sinnúmero de personajes históricos de cuyas fechas de nacimiento o muerte no se tiene absoluta certeza con los documentos habidos en ese momento. Adoptar tal disyuntiva como regla general no afecta los estudios sobre sor Juana ni en su biografía ni en la valoración de su obra.

### Primeros años
Aunque se tienen pocos datos de sus padres, Juana Inés fue la segunda de las tres hijas de Pedro de Asuaje y Vargas Machuca (así los escribió Sor Juana en el Libro de Profesiones del Convento de San Jerónimo). Se sabe que los padres nunca se unieron en matrimonio eclesiástico.
Schmidhuber ha probado documentalmente que el padre llegó a la Nueva España cuando niño, como lo prueba el Permiso de Paso de 1598, en compañía de su abuela viuda, María Ramírez de Vargas, su madre Antonia Laura Majuelo y un hermano menor Francisco de Asuaje que llegó a ser fraile dominico. Su madre, Isabel Ramírez de Santillana, era hija de Pedro Ramírez de Santillana y de Beatriz Ramírez Rendón, residentes en el pueblo de Huichapan, perteneciente al marquesado del Valle. Hacia 1635 toda la familia emigraría a San Miguel Nepantla, a una hacienda de labor llamada “La Celda”, que Pedro Ramírez de Santillana arrendaría a los dominicos.
En San Miguel Nepantla, de la región de Chalco, nació su hija Juana Inés, en la hacienda «La Celda». Su madre, al poco tiempo, se separó de Pedro de Asuaje y, posteriormente, procreó otros tres hijos con Diego Ruiz Lozano, a quien tampoco desposó.
Muchos críticos han manifestado su sorpresa ante la situación civil de los padres de sor Juana. Paz apunta que ello se debió a una «laxitud de la moral sexual en la colonia». Se desconoce también el efecto que tuvo en sor Juana el saberse hija ilegítima, aunque se conoce que trató de ocultarlo. Así lo revela su testamento de 1669: «hija legítima de don Pedro de Asuaje y Vargas, difunto, y de doña Isabel Ramírez». El padre Calleja lo ignoraba, pues no hace mención de ello en su estudio biográfico. Su madre en su testamento fechado en 1687 reconoce que todos sus hijos, incluyendo a sor Juana, fueron concebidos fuera del matrimonio.

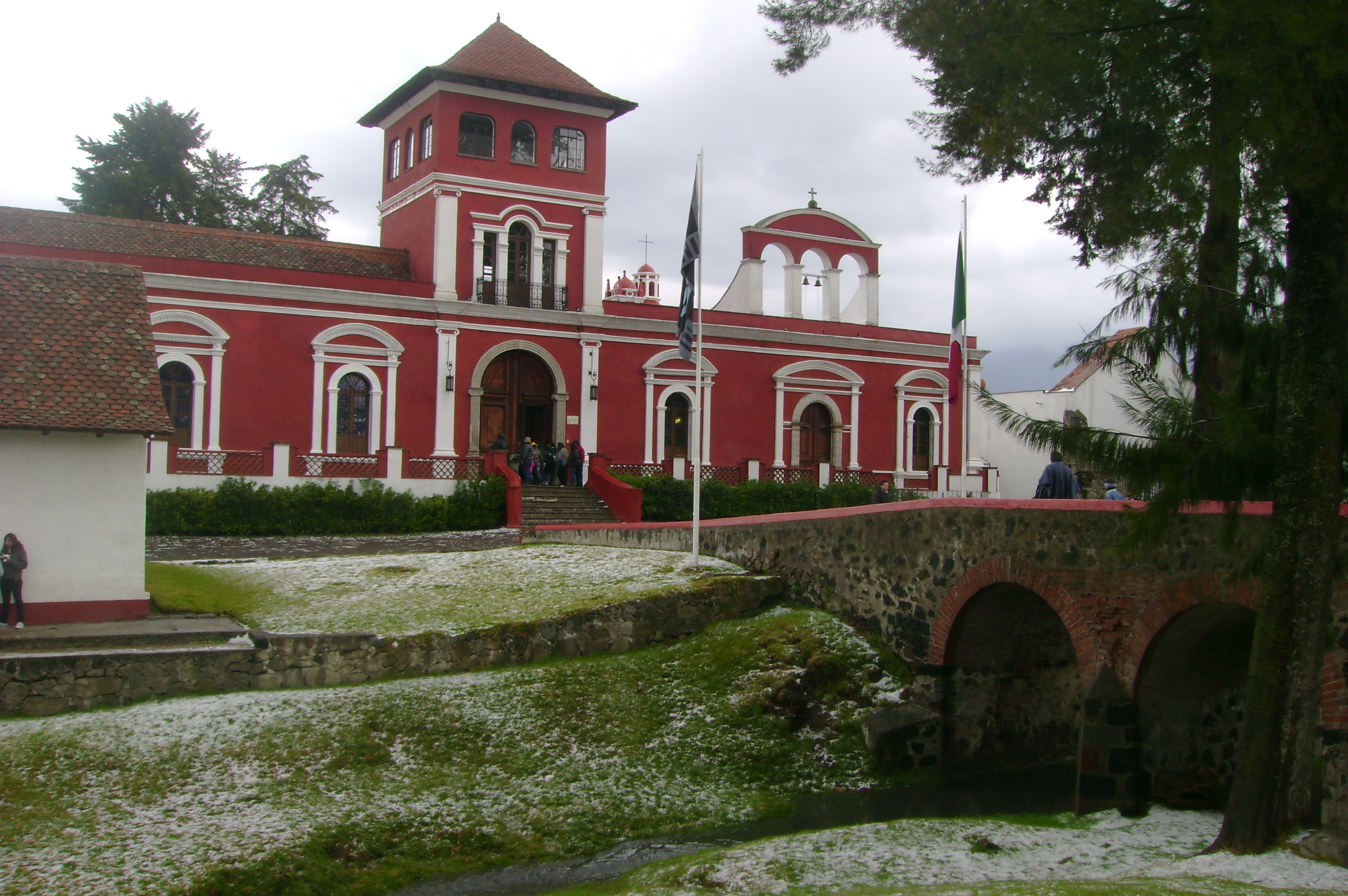
Frontispicio de la hacienda Panoaya, en Amecameca, Estado de México, donde sor Juana vivió entre 1648 y 1656.

La niña pasó su infancia entre Amecameca, Yecapixtla, Panoaya —donde su abuelo tenía una hacienda— y Nepantla. Allí aprendió náhuatl con los habitantes de las haciendas de su abuelo, donde se sembraba trigo y maíz. El abuelo de sor Juana murió en 1656, por lo que su madre tomó las riendas de las fincas. Asimismo, aprendió a leer y escribir a los tres años, al tomar las lecciones con su hermana mayor a escondidas de su madre.
Pronto inició su gusto por la lectura, gracias a que descubrió la biblioteca de su abuelo y se aficionó a los libros. Aprendió todo cuanto era conocido en su época, es decir, leyó a los clásicos griegos y romanos, y la teología del momento. Su afán por saber era tal que intentó convencer a su madre de que la enviase a la Universidad disfrazada de hombre, puesto que las mujeres no podían acceder a esta. Se dice que al estudiar una lección, cortaba un pedazo de su propio cabello si no la había aprendido correctamente, pues no le parecía bien que la cabeza estuviese cubierta de hermosuras si carecía de ideas. A los ocho años, entre 1657 y 1659, ganó un libro por una loa compuesta en honor al Santísimo Sacramento, según cuenta su biógrafo y amigo Diego Calleja. Este señala que Juana Inés radicó en la Ciudad de México desde los ocho años, aunque se tienen noticias más veraces de que no se asentó allí sino hasta los trece o quince.

### Adolescencia

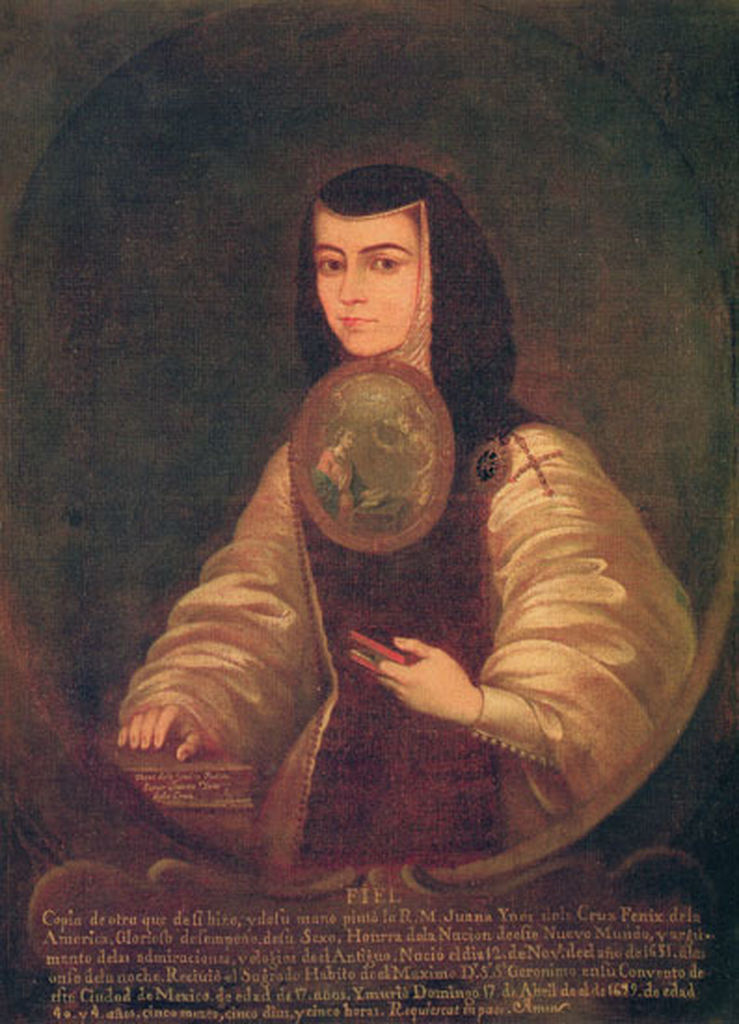
Retrato de sor Juana, copia de Nicolás Enríquez sobre cuadro original de fray Miguel de Herrera.

Juana Inés vivió con María Ramírez, hermana de su madre, y con su esposo Juan de Mata. Posiblemente haya sido alejada de las haciendas de su madre a causa de la muerte de su abuelo materno. Aproximadamente vivió en casa de los Mata unos ocho años, desde 1656 hasta 1664. Entonces comienza su periodo en la corte, que terminará con su ingreso a la vida religiosa.
Entre 1664 y 1665, ingresó a la corte del virrey Antonio Sebastián de Toledo, marqués de Mancera. La virreina, Leonor de Carreto, se convirtió en una de sus más importantes mecenas. El medio ambiente y la protección de los virreyes marcarán decisivamente la producción literaria de Juana Inés. Por entonces ya era conocida su inteligencia y su sagacidad, pues se cuenta que, por instrucciones del virrey, un grupo de sabios humanistas la evaluaron, y la joven superó el examen en excelentes condiciones.
La corte virreinal era uno de los lugares más cultos e ilustrados del virreinato. Solían celebrarse fastuosas tertulias a las que acudían teólogos, filósofos, matemáticos, historiadores y todo tipo de humanistas, en su mayoría egresados o profesores de la Real y Pontificia Universidad de México. Allí, como dama de compañía de la virreina, la adolescente Juana desarrolló su intelecto y sus capacidades literarias. En repetidas ocasiones escribía sonetos, poemas y elegías fúnebres que eran bien recibidas en la corte. Chávez señala que a Juana Inés se le conocía como «la muy querida de la virreina», y que el virrey también le tenía un especial aprecio. Leonor de Carreto fue la primera protectora de la niña poetisa.
Poco se conoce de esta etapa en la vida de sor Juana, aunque uno de los testimonios más valiosos para estudiar dicho periodo ha sido la Respuesta a Sor Filotea de la Cruz. Esta ausencia de datos ha contribuido a que varios autores hayan querido recrear de manera casi novelesca, la vida adolescente de sor Juana, suponiendo muchas veces la existencia de amores no correspondidos.

### Período de madurez

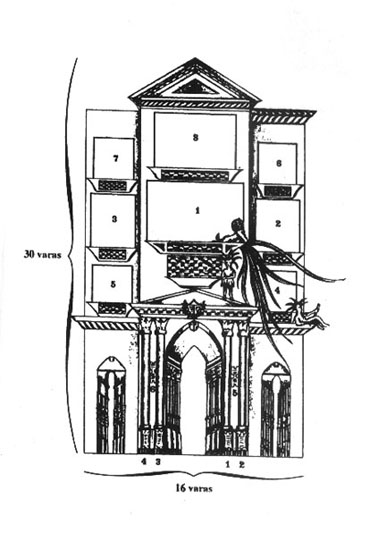
Diseño del Neptuno alegórico.

A finales de 1666 llamó la atención del padre Núñez de Miranda, confesor de los virreyes, quien, al saber que la jovencita no deseaba casarse, le propuso entrar en una orden religiosa. Aprendió latín en veinte lecciones impartidas por Martín de Olivas y probablemente pagadas por Núñez de Miranda. Después de un intento fallido con las carmelitas, cuya regla era de una rigidez extrema que la llevó a enfermarse, ingresó en la Orden de San Jerónimo, donde la disciplina era algo más relajada, y tenía una celda de dos pisos y sirvientas. Allí permaneció el resto de su vida, pues los estatutos de la orden le permitían estudiar, escribir, celebrar tertulias y recibir visitas, como las de Leonor de Carreto, que nunca dejó su amistad con la poetisa.

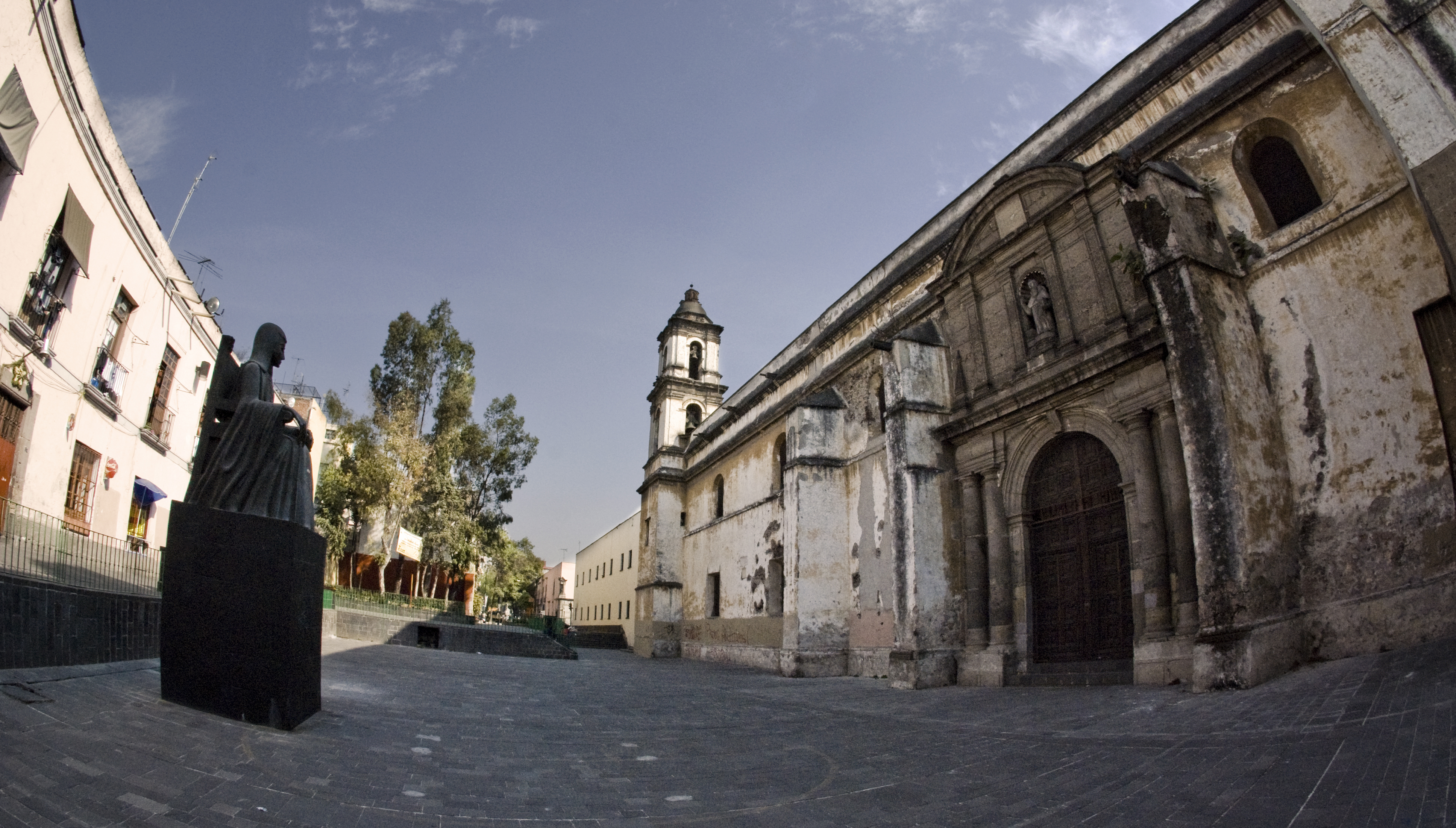
Fachada de la iglesia de San Jerónimo de la Ciudad de México. En este conjunto conventual sor Juana vivió la mayor parte de su vida.

Muchos críticos y biógrafos atribuyeron su salida de la corte a una decepción amorosa, aunque ella muchas veces expresó no sentirse atraída por el amor y que solo la vida monástica podría permitirle dedicarse a estudios intelectuales. Se sabe que sor Juana recibía un pago de la Iglesia por sus villancicos, como también lo obtenía de la Corte al preparar loas u otros espectáculos.
En 1673 sufre otro golpe: el virrey de Mancera y su esposa son relevados de su cargo y en Tepeaca, durante el trayecto a Veracruz, fallece Leonor de Carreto. A ella dedicó sor Juana varias elegías, entre las que destaca «De la beldad de Laura enamorados», seudónimo de la virreina. En este soneto demuestra su conocimiento y dominio de las pautas y tópicos petrarquistas imperantes.
En 1680 se produce la sustitución de fray Payo Enríquez de Rivera por Tomás de la Cerda y Aragón al frente del virreinato. A sor Juana se le encomendó la confección del arco triunfal que adornaría la entrada de los virreyes a la capital, para lo que escribió su famoso Neptuno alegórico. Impresionó gratamente a los virreyes, quienes le ofrecieron su protección y amistad, especialmente la virreina María Luisa Manrique de Lara y Gonzaga, condesa de Paredes, quien fue muy cercana a ella: la virreina poseía un retrato de la monja y un anillo que esta le había regalado y a su partida llevó los textos de sor Juana a España para que se imprimieran.
Su confesor, el jesuita Antonio Núñez de Miranda, le reprochaba que se ocupara tanto de temas mundanos, lo que junto con el frecuente contacto con las más altas personalidades de la época debido a su gran fama intelectual, desencadenó las iras de este. Bajo la protección de la marquesa de la Laguna, decidió rechazarlo como confesor.

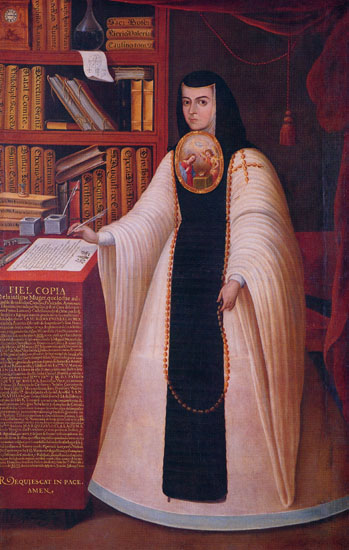
Sor Juana (ca. 1680), por Juan de Miranda (UNAM).

El gobierno virreinal del marqués de la Laguna (1680-1686) coincide con la época dorada de la producción de sor Juana. Escribió versos sacros y profanos, villancicos para festividades religiosas, autos sacramentales (El divino Narciso, El cetro de José y El mártir del sacramento) y dos comedias (Los empeños de una casa y Amor es más laberinto). También sirvió como administradora del convento, con buen tino, y realizó experimentos científicos.
Entre 1690 y 1691 se vio involucrada en una disputa teológica a raíz de una crítica privada que realizó sobre un sermón del muy conocido predicador jesuita António Vieira que fue publicada por el obispo de Puebla Manuel Fernández de Santa Cruz bajo el título de Carta atenagórica. Él la prologó con el seudónimo de sor Filotea, recomendando a sor Juana que dejara de dedicarse a las «humanas letras» y se dedicase en cambio a las divinas, de las cuales, según el obispo de Puebla, sacaría mayor provecho. Esto provocó la reacción de la poetisa a través del escrito Respuesta a Sor Filotea de la Cruz, donde hace una encendida defensa de su labor intelectual y en la que reclamaba los derechos de la mujer a la educación.

### Última etapa

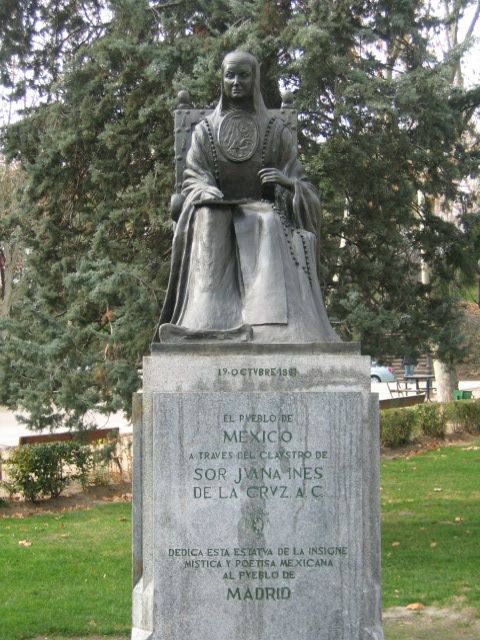
Estatua de Sor Juana Inés en Madrid, España.

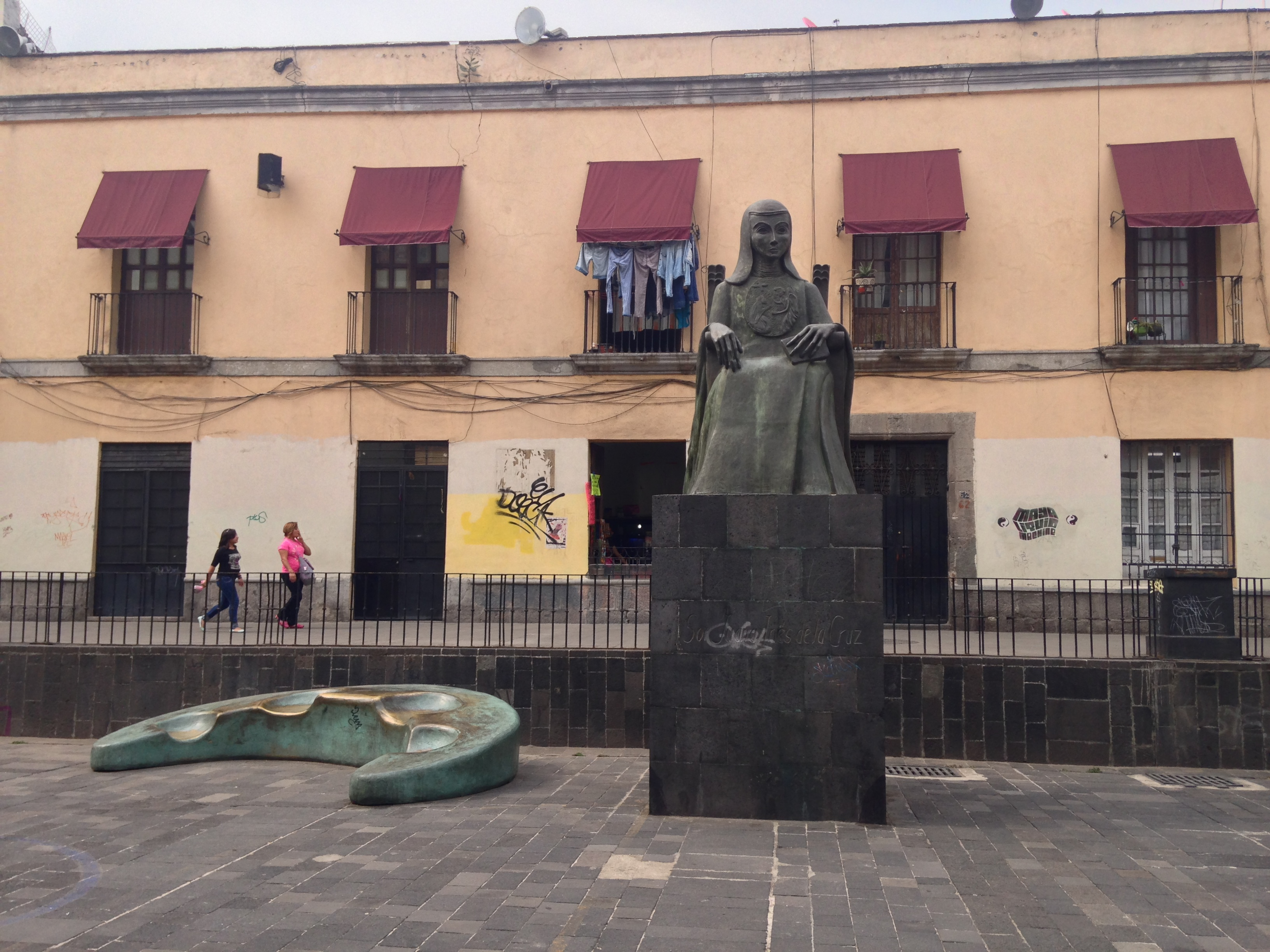
Escultura de Sor Juana Inés de la Cruz frente al convento de San Jerónimo, Ciudad de México.

Para 1692 y 1693 comienza el último período de la vida de sor Juana. Sus amigos y protectores han muerto: el conde de Paredes, Juan de Guevara y diez monjas del Convento de San Jerónimo. Las fechas coinciden con una agitación de la Nueva España; se producen rebeliones en el norte del virreinato, la muchedumbre asalta el Real Palacio y las epidemias se ceban con la población novohispana.
En la poetisa ocurrió un extraño cambio: hacia 1693 dejó de escribir y pareció dedicarse más a labores religiosas. Hasta la fecha no se conoce con precisión el motivo de tal cambio; los críticos católicos han visto en sor Juana una mayor dedicación a las cuestiones sobrenaturales y una entrega mística a Jesucristo, sobre todo a partir de la renovación de sus votos religiosos en 1694. Otros, en cambio, adivinan una conspiración misógina tramada en su contra, tras la cual fue condenada a dejar de escribir y se le obligó a cumplir lo que las autoridades eclesiásticas consideraban las tareas apropiadas de una monja. No han existido datos concluyentes, pero sí se ha avanzado en investigaciones donde se ha descubierto la polémica que causó la Carta atenagórica. Su propia penitencia queda expresada en la firma que estampó en el libro del convento: «yo, la peor del mundo», que se ha convertido en una de sus frases más célebres. Algunos afirmaban hasta hace poco que antes de su muerte fue obligada por su confesor (Núñez de Miranda, con quien se había reconciliado) a deshacerse de su biblioteca y su colección de instrumentos musicales y científicos. Sin embargo, se descubrió en el testamento del padre José de Lombeyda, antiguo amigo de sor Juana, una cláusula donde se refiere cómo ella misma le encargó vender los libros para, dando el dinero al arzobispo Francisco de Aguiar, ayudar a los pobres.
A principios de 1695 se desató una epidemia que causó estragos en toda la capital, pero especialmente en el Convento de San Jerónimo. De cada diez religiosas enfermas, nueve morían. El 17 de febrero falleció Núñez de Miranda. Sor Juana cae enferma poco tiempo más tarde, pues colaboraba cuidando a las monjas enfermas. Fallece a las cuatro de la mañana del 17 de abril. Según un documento, dejó 180 volúmenes de obras selectas, muebles, una imagen de la Santísima Trinidad y un Niño Jesús. Todo fue entregado a su familia, con excepción de las imágenes, que ella misma, antes de fallecer, había dejado al arzobispo. Fue enterrada el día de su muerte, con asistencia del cabildo de la catedral. El funeral fue presidido por el canónigo Francisco de Aguilar y la oración fúnebre fue realizada por Carlos de Sigüenza y Góngora. En la lápida se colocó la siguiente inscripción:

En este recinto que es el coro bajo y entierro de las monjas de San Jerónimo fue sepultada Sor Juana Inés de la Cruz el 17 de abril de 1695.

En 1978, durante unas excavaciones rutinarias en el centro de la Ciudad de México, se hallaron sus supuestos restos, a los que se dio gran publicidad. Se realizaron varios eventos en torno al descubrimiento, aunque nunca pudo corroborarse su autenticidad. Actualmente, se encuentran en el centro histórico de la Ciudad de México, entre las calles de Isabel la Católica e Izazaga.

## Características de su obra

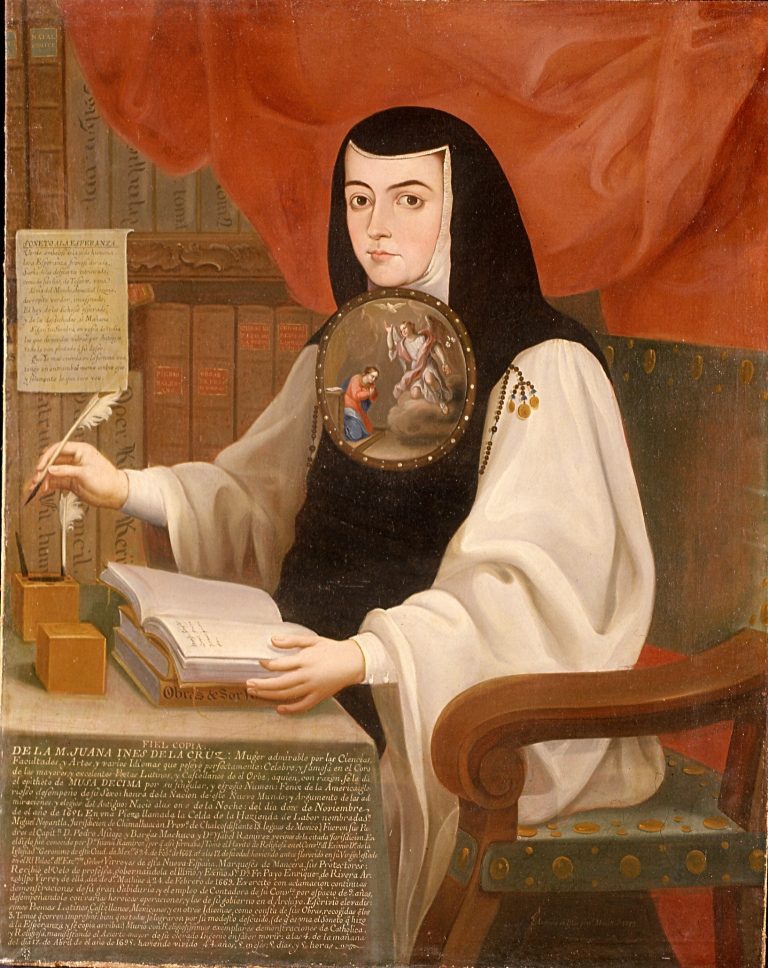
Retrato de sor Juana Inés de la Cruz realizado en 1772 por Andrés de Islas (Museo de América, Madrid).

Compuso gran variedad de obras teatrales. Su comedia más célebre es Los empeños de una casa, que en algunas de sus escenas recuerda a la obra de Lope de Vega. Otra de sus conocidas obras teatrales es Amor es más laberinto, donde fue estimada por su creación de caracteres, como Teseo, el héroe principal. Sus tres autos sacramentales revelan el lado teológico de su obra: El mártir del sacramento —donde mitifica a San Hermenegildo—, El cetro de José y El divino Narciso, escritas para ser representadas en la corte de Madrid.
También destaca su lírica, que aproximadamente suma la mitad de su producción; poemas amorosos en los que la decepción es un recurso muy socorrido, poemas de vestíbulo y composiciones ocasionales en honor a personajes de la época. Otras obras destacadas son sus villancicos y el tocotín, especie de derivación de ese género que intercala pasajes en lenguas originarias. También escribió un tratado de música llamado El caracol, que no ha sido hallado, sin embargo, ella lo consideraba una mala obra y puede ser que debido a ello no hubiese permitido su difusión.
Según ella, casi todo lo que había escrito lo hacía por encargo y la única cosa que redactó por gusto propio fue Primero sueño. Realizó —por encargo de la condesa de Paredes— unos poemas que probaban el ingenio de sus lectores —conocidos como «enigmas»—, para un grupo de monjas portuguesas aficionadas a la lectura y grandes admiradoras de su obra, que intercambiaban cartas y formaban una sociedad a la que dieron el nombre de Casa del placer. Las copias manuscritas que hicieron estas monjas de la obra de Sor Juana fueron descubiertas en 1968 por Enrique Martínez López en la Biblioteca de Lisboa.

### Temas

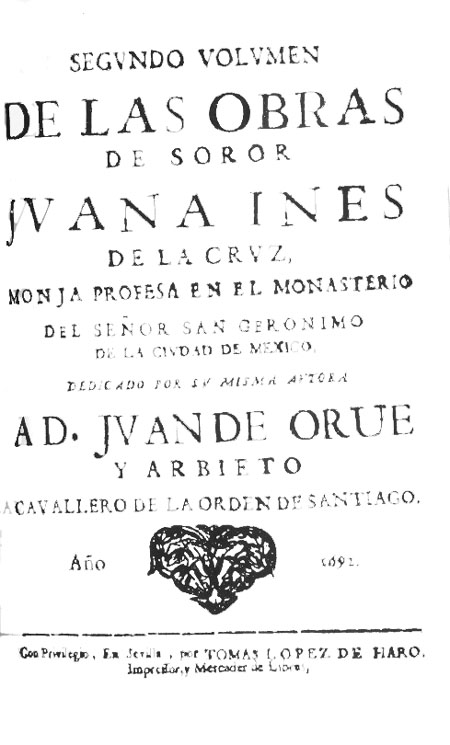
Segundo tomo de las obras de sóror Juana Inés de la Cruz, monja profesa en el monasterio del señor San Jeronimo de la Ciudad de México, dedicado por la autora a D. Juan de Orúe y Orbieto, caballero de la Orden de Santiago. Sevilla, Tomás López de Haro, 1692.

En el terreno de la comedia parte sobre todo del desarrollo minucioso de una intriga compleja, de un enredo inteligente, basado en equívocos, malentendidos, y virajes en la peripecia que, no obstante, son solucionados como premio a la virtud de los protagonistas. Insiste en el planteamiento de los problemas privados de las familias (Los empeños de una casa), cuyos antecedentes en el teatro barroco español van desde Guillén de Castro hasta comedias calderonianas como La dama duende, Casa con dos puertas mala es de guardar y otras obras que abordan la misma temática que Los empeños.
Uno de sus grandes temas es el análisis del amor verdadero y la integridad del valor y la virtud, todo ello reflejado en una de sus obras maestras, Amor es más laberinto. También destaca (y lo ejemplifican todas sus obras) el tratamiento de la mujer como personaje fuerte que es capaz de manejar las voluntades de los personajes circundantes y los hilos del propio destino.
Se observa también, confesada por ella misma, una imitación permanente de la poesía de Luis de Góngora y de sus Soledades, aunque en una atmósfera distinta a la de él, conocido como Apolo andaluz. El ambiente en Sor Juana siempre es visto como nocturno, onírico, y por momentos hasta complejo y difícil. En este sentido, Primero sueño y toda su obra lírica, abordan la vasta mayoría de las formas de expresión, formas clásicas e ideales que se advierten en toda la producción lírica de la monja de San Jerónimo.
En su Carta atenagórica, rebate punto por punto lo que consideraba tesis erróneas del jesuita Vieira. En consonancia con el espíritu de los pensadores del Siglo de Oro, especialmente Francisco Suárez. Llama la atención su uso de silogismos y de la casuística, empleada en una prosa enérgica y precisa, pero a la vez tan elocuente como en los primeros clásicos del Siglo de Oro español.
Ante la recriminación hecha por el obispo de Puebla a raíz de su crítica a Vieira, no se abstiene de contestar al jerarca. En la Respuesta a Sor Filotea de la Cruz se adivina la libertad de los criterios de la monja poetisa, su agudeza y su obsesión por lograr un estilo personal, dinámico y sin imposiciones.

### Estilo

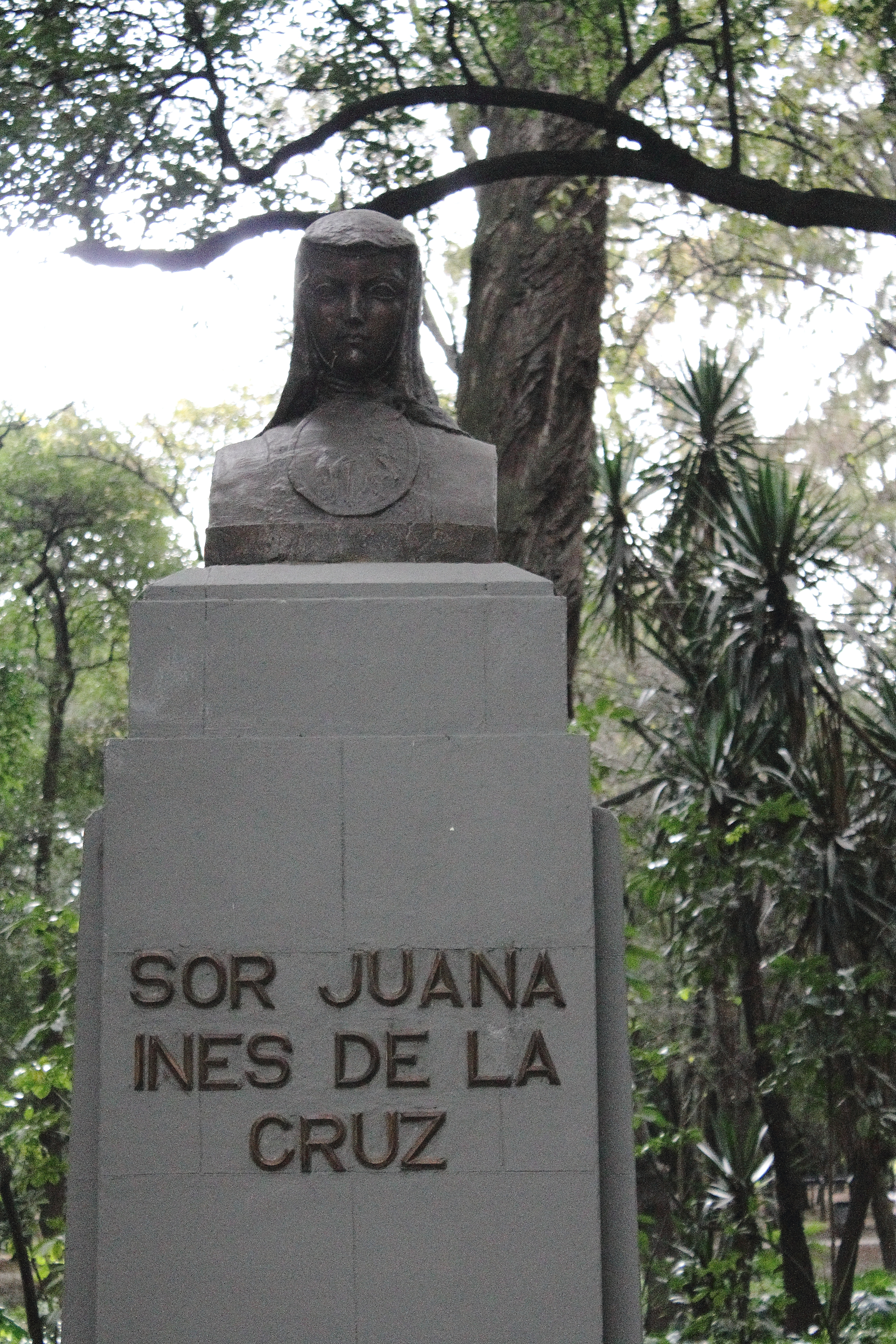
Monumento a Sor Juana en el Bosque de Chapultepec, Ciudad de México.

El estilo predominante de sus obras es el barroco; Sor Juana era muy dada a hacer retruécanos, a verbalizar sustantivos y a sustantivar verbos, a acumular tres adjetivos sobre un mismo sustantivo y repartirlos por toda la oración, y otras libertades gramáticas que estaban de moda en su tiempo. Asimismo es una maestra en el arte del soneto y en el concepto barroco.
Su lírica, testigo del final del barroco hispano, tiene al alcance todos los recursos que los grandes poetas del Siglo de Oro emplearon en sus composiciones. A fin de darle un aire de renovación a su poesía, introduce algunas innovaciones técnicas y le imprime su muy particular sello. La poesía sorjuanesca tiene tres grandes pilares: la versificación, alusiones mitológicas y el hipérbaton.
Varios eruditos, especialmente Tomás Navarro Tomás, han concluido que ella consigue un innovador dominio del verso que recuerda a Lope de Vega o a Quevedo. La perfección de su métrica entraña, sin embargo, un problema de cronología: no es posible determinar qué poemas fueron escritos primero sobre la base de cuestiones estilísticas. En el campo de la poesía Sor Juana también recurrió a la mitología como fuente, al igual que muchos poetas renacentistas y barrocos. El conocimiento profundo que poseía la escritora de algunos mitos provoca que algunos de sus poemas se inunden de referencias a estos temas. En algunas de sus más culteranas composiciones se nota más este aspecto, pues la mitología era una de las vías que todo poeta erudito, al estilo de Góngora, debía mostrar.
Por otro lado, el hipérbaton, recurso muy socorrido en la época, alcanza su esplendor en El sueño, obra repleta de sintaxis forzadas y de formulaciones combinatorias. Rosa Perelmuter apunta que en Nueva España la monja de San Jerónimo fue quien llevó a la cumbre la literatura barroca. La obra sorjuanesca es expresión característica de la ideología barroca: plantea problemas existenciales con una manifiesta intención aleccionadora, los tópicos son bien conocidos y forman parte del «desengaño» barroco. Se presentan, además, elementos como el carpe diem, el triunfo de la razón frente a la hermosura física y la limitación intelectual del ser humano.
La prosa sorjuanesca está conformada por oraciones independientes y breves separadas por signos de puntuación —coma, punto y punto y coma— y no por nexos de subordinación. Predomina, pues, la yuxtaposición y la coordinación. La escasa presencia de oraciones subordinadas en periodos complejos, lejos de facilitar la comprensión, la hace ardua, se hace necesario suplir la lógica de las relaciones entre las sentencias, deduciéndola del sentido, de la idea que se expresa, lo que no siempre es fácil. Su profundidad, pues, está en el concepto a la vez que en la sintaxis.

### Fuentes

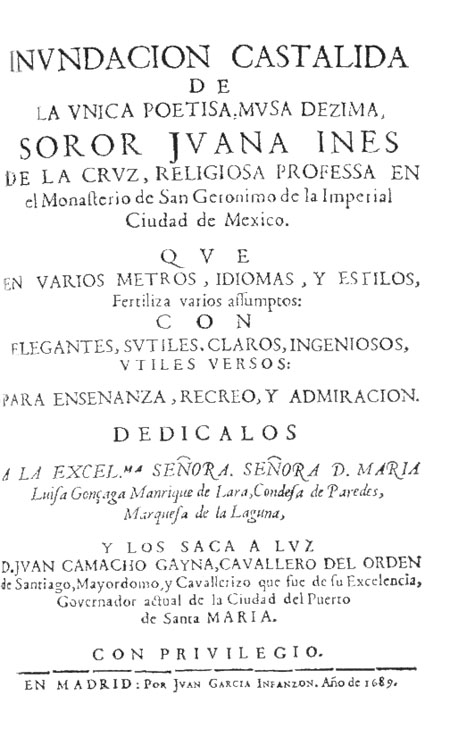
Primera parte de Inundación castálida, obras completas de Sor Juana Inés de la Cruz (Madrid, 1689).

### Personajes
La mayoría de sus personajes pertenecen a la mitología, y escasean burgueses o labradores. Ello se aleja de la intención moralizante en consonancia con los presupuestos didácticos de la tragedia religiosa. En su obra destaca la caracterización psicológica de los personajes femeninos, muchas veces protagonistas, siempre inteligentes y finalmente capaces de conducir su destino, pese a las dificultades con que la condición de la mujer en la estructura de la sociedad barroca lastra sus posibilidades de actuación y decisión. Ezequiel A. Chávez, en su Ensayo de psicología, señala que en su producción dramática los personajes masculinos están caracterizados por su fuerza, llegando incluso a extremos de brutalidad; en tanto que las mujeres, que comienzan personificando las cualidades de belleza y la capacidad de amar y ser amadas, acaban siendo ejemplos de virtud, firmeza y valor.
Los autos sacramentales de Sor Juana, especialmente El cetro de José, incluyen gran cantidad de personajes reales —José y sus hermanos— e imaginarios, como la personificación de diversas virtudes. El patriarca José aparece como la prefiguración de Cristo en Egipto. El pasaje alegorizado del auto, donde se realiza la transposición de la historia bíblica de José, permite equiparar los sueños del héroe bíblico con el conocimiento dado por Dios.

### Lectura feminista

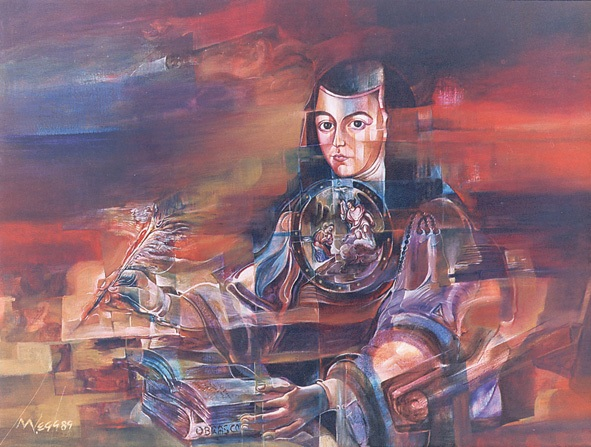
Interpretación moderna del retrato famoso del artista mexicano Mauricio García Vega.

Desde ópticas críticas modernas se enmarca la figura y la obra de sor Juana en el feminismo.
La académica Dorothy Schons que recupera a mediados de los años 20 y 30 del siglo XX en EE. UU. la figura olvidada de sor Juana la considera "la primera feminista en el Nuevo Mundo".
Destacan especialmente dos textos: Respuesta a Sor Filotea de la Cruz donde defiende el derecho de la mujer a la educación y al acceso al conocimiento y la redondilla Hombres necios, donde cuestiona la hipocresía masculina de la época.
Para el académico mexicano Antonio Alatorre, la redondilla satírica en cuestión carece de rastros feministas y ofrece, más bien, un ataque moral señalando la hipocresía de los hombres seductores, cuyos precedentes pueden encontrarse en autores como Juan Ruiz de Alarcón: no era nada nuevo atacar la hipocresía moral de los hombres con respecto a las mujeres. La Respuesta solo se limita a exigir el derecho a la educación de la mujer, pero restringiéndose a las costumbres de la época. Se trata de una crítica directa y una defensa personal, a su derecho al saber, al conocimiento, a la natural inclinación por el saber que le otorgó Dios.
Una autora que niega el feminismo en dicha obra es Stephanie Marrim, quien señala que no puede hablarse de feminismo en la obra de la monja, pues solo se limitó a defenderse: las alusiones feministas de su obra son estrictamente personales, no colectivas. Según Alatorre, Sor Juana decidió neutralizar simbólicamente su sexualidad a través del hábito de monja. Sobre el matrimonio y su ingreso al convento, la Respuesta, afirma:

Aunque conocía que tenía el estado cosas […] muchas repugnantes a mi genio, con todo, para la total negación que tenía al matrimonio, era lo menos desproporcionado y lo más decente que podía elegir en materia de la seguridad que deseaba de mi salvación.

De acuerdo con la mayoría de los filólogos, Sor Juana abogó por la igualdad de los sexos y por el derecho de la mujer a adquirir conocimientos. Alatorre lo reconoce: «Sor Juana la pionera indiscutible (por lo menos en el mundo hispanohablante) del movimiento moderno de liberación femenina». En esta misma línea, la estudiosa Rosa Perelmuter analiza diversos rasgos de la poesía sorjuanesca: la defensa de los derechos de la mujer, sus experiencias personales y un relativo rechazo por los varones. Perelmuter concluye que Sor Juana privilegió siempre el uso de la voz neutra en su poesía, a fin de lograr una mejor recepción y crítica.
Según Patricia Saldarriaga, Primero sueño, la obra lírica más famosa de Sor Juana, incluye sendas alusiones a fluidos corporales femeninos como la menstruación o la lactancia. En la tradición literaria medieval se creía que el flujo menstrual alimentaba al feto y luego se convertía en leche materna; esta coyuntura es aprovechada por la poetisa para recalcar el importantísimo papel de la mujer en el ciclo de la vida, creando una simbiosis que permita identificar el proceso con un don divino.
Marcelino Menéndez Pelayo y Octavio Paz consideran que la obra de Sor Juana rompe con todos los cánones de la literatura femenina. Desafía el conocimiento, se sumerge por completo en cuestiones epistemológicas ajenas a la mujer de esa época y muchas veces escribe en términos científicos, no religiosos. De acuerdo con Electa Arenal, toda la producción de Sor Juana —especialmente El sueño y varios sonetos— reflejan la intención de la poetisa por crear un universo, al menos literario, donde la mujer reinara por encima de todas las cosas. El carácter filosófico de estas obras le confiere a la monja la oportunidad invaluable de disertar sobre el papel de las mujeres, pero apegándose a su realidad social y a su momento histórico.

## Obras

### Dramática
Además de las dos comedias aquí reseñadas (Los empeños de una casa y Amor es más laberinto, escrita junto con Juan de Guevara), se ha atribuido a Sor Juana la autoría de un posible final de la comedia de Agustín de Salazar: La segunda Celestina. En la década de 1990 Guillermo Schmidhuber encontró una suelta que contenía un final diferente al que se conocía y propuso que esas mil líneas eran de Sor Juana. Algunos sorjuanistas han aceptado la coautoría de sor Juana, entre ellos Octavio Paz, Georgina Sabat-Rivers y Luis Leal. Otros, como Antonio Alatorre y José Pascual Buxó, la han refutado.

#### La segunda Celestina
Esta comedia fue escrita para ser representada en el natalicio de la reina Mariana de Habsburgo (22 de diciembre de 1675), pero su autor Agustín de Salazar y Torres murió el 29 de noviembre del mismo año, dejando la comedia inconclusa. Schmidhuber presentó en 1989 la hipótesis de que un final hasta ese momento considerado anónimo de la comedia de Salazar, que había sido publicado en una suelta con el título de "La segunda Celestina", pudiera ser obra de sor Juana. La comedia fue editada en 1990 por Octavio Paz, con un prólogo suyo adjudicando la autoría a sor Juana. En la Nueva España se tiene noticia de una representación de esta pieza en el Coliseo de Comedias en 1679, como lo cita Armando de María y Campos. En 2016 esta comedia fue representada en Palacio Nacional por la Compañía de Teatro Clásico, bajo la dirección de Francisco Hernández Ramos. La comedia ha sido publicada varias veces, sobresale la edición de la Universidad de Guadalajara y la del Instituto Mexiquense de Cultura del Estado de México.

#### Los empeños de una casa
Se representó por primera vez el 4 de octubre de 1683, durante los festejos por el nacimiento del primogénito del virrey conde de Paredes. Sin embargo, algunos sectores de la crítica sostienen que pudo haberse montado para la entrada a la capital del arzobispo Francisco de Aguiar y Seijas, aunque esta teoría no se considera del todo viable.
La historia gira en torno a dos parejas que se aman, pero, por azares del destino, no pueden estar juntos aún. Esta comedia de enredos es una de las obras más destacadas de la literatura hispanoamericana tardobarroca y una de sus características más peculiares es la mujer como eje conductor de la historia: un personaje fuerte y decidido que expresa los anhelos —muchas veces frustrados— de la monja. Doña Leonor, la protagonista, encaja perfectamente en este arquetipo.
Es considerada, a menudo, como la cumbre de la obra de Sor Juana e incluso de toda la literatura novohispana. El manejo de la intriga, la representación del complicado sistema de relaciones conyugales y las vicisitudes de la vida urbana constituyen a Los empeños de una casa como una obra poco común dentro del teatro en la Hispanoamérica colonial.

#### Amor es más laberinto
Fue estrenada el 11 de febrero de 1689, durante las celebraciones por la asunción al virreinato de Gaspar de la Cerda y Mendoza. Fue escrita en colaboración con fray Juan de Guevara, amigo de la poetisa, quien solamente escribió la segunda jornada del festejo teatral. Ezequiel A. Chávez en su Ensayo de psicología, menciona, sin embargo, a Francisco Fernández del Castillo como coautor de esta comedia.
El argumento retoma un tema muy conocido de la mitología griega: Teseo, héroe de la isla de Creta, lucha contra el Minotauro y despierta el amor de Ariadna y Fedra. Teseo es concebido por Sor Juana como el arquetipo del héroe barroco, modelo empleado también por su compatriota Juan Ruiz de Alarcón. Al triunfar sobre el Minotauro, no se ensoberbece, sino que reconoce su humildad.

### Autos sacramentales

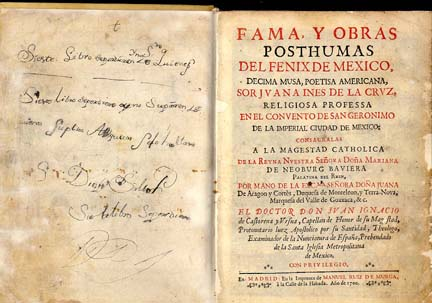
Fama y obras póstumas del Fénix de México (Madrid: Ruiz de Murga, 1700).

Desde finales del siglo XVIII hasta mediados del siglo XIX el género del auto sacramental permaneció casi en el olvido. La prohibición de representarlos en 1765 condujo a que la crítica lo señalara como una deformación del gusto y a un atentado contra los principios del catolicismo. Al romanticismo alemán se debe la revaloración del auto sacramental y el interés por estudiar el tema, lo que llevó a señalar su importancia en la historia de la literatura española.
En la Nueva España el auto sacramental comenzó a representarse inmediatamente después de la Conquista, pues era un medio útil para lograr la evangelización de los indígenas. Sor Juana escribió por encargo de la corte de Madrid tres autos —El divino Narciso, El cetro de José y El mártir del sacramento— cuyos temas abordan la colonización europea de América. Aquí Sor Juana retoma recursos del teatro de Pedro Calderón de la Barca y las usa para crear pasajes líricos de gran belleza.

#### El divino Narciso
Es el más conocido, original y perfecto de los autos sacramentales de Sor Juana. Fue publicado en 1689. El divino Narciso representa la culminación de la tradición del auto sacramental, llevada a su punto más alto por Pedro Calderón de la Barca, de quien Sor Juana toma la mayoría de los elementos del auto, y los lleva aún más lejos creando gran auto sacramental. En El divino Narciso Sor Juana usa un conjunto lírico-dramático para dar vida a los personajes creados. El divino Narciso, personificación de Jesucristo, vive enamorado de Su imagen, y a partir de ese planteamiento se narra toda la historia. Marcelino Menéndez y Pelayo, Julio Jiménez Rueda y Amado Nervo han coincidido en que El divino Narciso es el más logrado de los autos sorjuanescos.
Alude al tema de la conquista de América y a las tradiciones de los pueblos nativos del continente, aunque este tema no era popular en la literatura de su tiempo. Sor Juana se aprovecha de un rito azteca, representado por un tocotín, en honor a Huitzilopochtli para introducir la veneración a la Eucaristía y ligar las creencias precolombinas con el catolicismo hispánico. Es una de las obras pioneras en representar la conversión colectiva al cristianismo, pues el teatro europeo estaba acostumbrado a representar solo la conversión individual.
La obra cuenta con la participación de personajes alegóricos basados principalmente en la mitología grecolatina, y en menor medida en la Biblia. Naturaleza Humana, la protagonista, dialoga con Sinagoga y Gentilidad, y se enfrenta a Eco y Soberbia. Al mismo tiempo Narciso, el divino pastor hijo de la ninfa Liríope y del río Cefiso, personifica a Cristo.
El divino Narciso es en muchos sentidos más que teatro calderoniano, pues su reflexión abarca la relación entre dos mundos. De las diversas fuentes posibles de la concepción de Narciso como Cristo pueden mencionarse desde Plotino hasta Marsilio Ficino. La dimensión teológica y metafísica de la obra también remite a los textos de Nicolás de Cusa, cuya filosofía inspira muchas de las mejores páginas de Sor Juana. En El divino Narciso, el sentido de la exposición teatral de la autora novohispana sobre el sacramento de la Eucaristía puede rastrearse desde la literatura apologética. Considerando que la loa rige una sutil línea argumental sobre cómo los dioses paganos son reverberaciones de la verdad cristiana, sea en el Viejo o en el Nuevo Mundo, podemos encontrar en el auto diversos paralelos míticos que expresan distintas facetas de la religión cristiana bajo los principios ofrecidos por los apologetas que catequizaron el mundo antiguo. El eco de la literatura apologética de principios de la era cristiana repercute, pues, en esta obra de Sor Juana en la medida en que en ella son múltiples los vislumbres de los antiguos dioses paganos como versiones inacabadas o imperfectas de la historia de Cristo. La delicadeza de los versos, la variedad estrófica y la resolución dramática y argumental hacen además de El divino Narciso una de las obras más perfectas de la literatura novohispana. Su propuesta —a más de pacifista mediante un cúmulo de referencias órfico-pitagóricas—, cumple también la misión del auto de sincretizar en favor del cristianismo la antigua religión de los mexicas y ofrece al lector una tesis poética y ecuménica de la religión cristiana.

#### El cetro de José
Se ignora la fecha de su composición, pero fue publicado, junto con El mártir del sacramento en el segundo tomo de Inundación castálida en 1692 en Madrid. Al igual que El divino Narciso, El cetro de José utiliza a la América precolombina como vehículo para relatar una historia con tintes bíblicos y mitológicos. El tema de los sacrificios humanos aparece nuevamente en la obra sorjuanesca, como imitación diabólica de la Eucaristía. Aun así, Sor Juana siente cariño y aprecio por los indígenas y por los frailes misioneros que llevaron el cristianismo a América, como puede verse en varias secciones del auto. Además, el auto es pionero en representar conversiones colectivas al cristianismo, hecho insólito hasta entonces en la literatura religiosa.
El cetro de José pertenece a los autos vétero-testamentarios, y es el único de esta clase compuesto por Sor Juana. Calderón de la Barca escribió varios autos vétero-testamentarios, de los que destaca Sueños hay que verdad son, también inspirado por la figura del patriarca José. Es habitual considerar que Sor Juana escribió sus autos con la firme convicción, alentada por la condesa de Paredes, de que se representarían en Madrid. Por ello, los temas y el estilo de estas obras fueron dirigidas hacia el público peninsular, aunque no existe constancia escrita de que se hayan montado fuera de Nueva España.

#### El mártir del sacramento
Aborda el tema del martirio de San Hermenegildo, príncipe visigodo hijo de Leovigildo, muerto por negarse a adorar una hostia arriana. Podría catalogarse como auto alegórico-historial, como La gran Casa de Austria, de Agustín Moreto, o El santo rey don Fernando, de Calderón de la Barca. El lenguaje es muy llano y simple, con excepción de algunos tecnicismos de cátedra. Es una obra costumbrista, al estilo de los entremeses del siglo XVI y de algunas obras calderonianas. Sor Juana trata un tema que es, al mismo tiempo, hagiográfico e histórico. Por un lado, intenta robustecer la figura de San Hermenegildo como modelo de virtudes cristianas; por otro, su fuente es la magna Historia general de España, de Juan de Mariana, la obra más reputada de aquella época. La autora juega con «El General», especie de auditorio del Colegio de San Ildefonso, y con la compañía de actores que representarán su auto. La obra empieza al abrirse el primer carro, y existen dos más en el resto de la puesta en escena.

### Lírica

#### Poesía amorosa

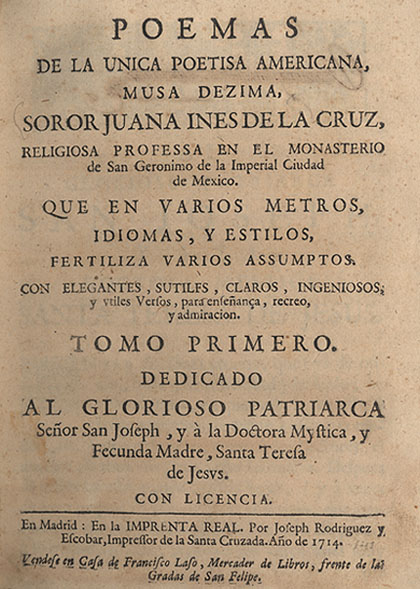
Poemas de la única poetisa americana, musa décima, Sor Juana Inés de la Cruz, Madrid, 1714.

En algunos de sus sonetos Sor Juana ofrece una visión maniquea del amor: personifica al ser amado como virtuoso y al amante aborrecido le otorga todos los defectos. Varios de sus críticos han querido ver en ello un amor frustrado de sus tiempos de la corte, aunque no es una tesis respaldada por la comunidad de estudiosos. Paz, por ejemplo, señala que de haber reflejado su obra algún trauma amoroso, se hubiera descubierto y habría provocado un escándalo.
La poesía amorosa de Sor Juana asume la larga tradición de modelos medievales fijados en el Renacimiento español, que evolucionaron sin rupturas al Barroco. Así, en su producción podrán encontrarse las típicas antítesis petrarquistas, los lamentos y quejas del amor cortés, la tradición neoplatónica de León Hebreo y Baltasar Castiglione o el neoestoicismo barroco de Quevedo.
Puede clasificarse en tres grupos de poemas: de amistad, de índole personal y de casuística amorosa. En la obra lírica de Sor Juana, por primera vez, la mujer deja de ser el elemento pasivo de la relación amorosa y recupera su derecho, que la poetisa consideraba usurpado, a expresar la variada gama de situaciones amorosas.
Los denominados poemas de amistad o cortesanos se dedican, en la vasta mayoría de los casos, a ensalzar a la gran amiga y mecenas de Sor Juana: la marquesa de la Laguna, a quien ella motejaba como "Lisi". Son poemas de carácter neoplatónico, donde el amor es despojado de toda vinculación sexual para afirmarse en una hermandad de las almas a nivel espiritual. Por otro lado, la idealización de la mujer que el neoplatonismo toma del amor cortés medieval se hace presente en estos poemas en una alabanza continua de la hermosura de la marquesa.
En los otros dos grupos de poema, se analiza una variada serie de situaciones amorosas: algunas muy personales, herencia del petrarquismo imperante en la época. En buena parte de sus poemas Sor Juana confronta a la pasión, impulso íntimo que no debe rechazarse, y a la razón, que para Sor Juana representa el aspecto puro y desinteresado del amor verdadero.

#### Primero sueño
Es su poema más importante, según la crítica. De acuerdo al testimonio de la poetisa, fue la única obra que escribió por gusto. Fue publicado en 1692. Apareció editado con el título de Primero sueño. Como la titulación no es obra de Sor Juana, buena parte de la crítica duda de la autenticidad del acierto del mismo. En la Respuesta a Sor Filotea de la Cruz Sor Juana se refirió únicamente al Sueño. Como quiera que sea, y como la misma poeta afirmaba, el título de la obra es un homenaje a Góngora y a sus dos Soledades.
Es el más largo de los poemas sorjuaninos —975 versos— y su tema es sencillo, aunque presentado con gran complejidad. Se trata de un tema recurrente en la obra de Sor Juana: el potencial intelectual del ser humano. Para transformar en poesía dicha temática acude a dos recursos literarios: el alma abandona el cuerpo, a lo que otorga un marco onírico.
Las fuentes literarias del Primero sueño son diversas: el Somnium Scipionis, de Cicerón; La locura de Hércules, de Séneca; el poema de Francisco de Trillo y Figueroa, Pintura de la noche desde un crepúsculo a otro; el Itinerario hacia Dios, de San Buenaventura y varias obras herméticas de Atanasio Kircher, además de las obras de Góngora, principalmente el Polifemo y las Soledades, de donde toma el lenguaje con que está escrito.
El poema comienza con el anochecer del ser humano y el sueño de la naturaleza y del hombre. Luego se describen las funciones fisiológicas del ser humano y el fracaso del alma al intentar una intuición universal. Ante ello, el alma recurre al método deductivo y Sor Juana alude excesivamente al conocimiento que posee la humanidad. Se mantiene el ansia de conocimiento, aunque se reconoce la escasa capacidad humana para comprender la creación. La parte final relata el despertar de los sentidos y el triunfo del día sobre la noche.
Es la obra que mejor refleja el carácter de Sor Juana: apasionado por las ciencias y las humanidades, rasgo heterodoxo que podría presagiar la Ilustración. El juicio de Paz sobre el Primero sueño es tajante: «hay que subrayar la absoluta originalidad de Sor Juana, por lo que toca al asunto y al fondo de su poema: no hay en toda la literatura y la poesía españolas de los siglos XVI y XVII nada que se parezca al Primero sueño».
El “Primero sueño”, como bien señala Octavio Paz, es un poema único en la poesía del Siglo de Oro, puesto que hermana poesía y pensamiento en sus expresiones más complejas sutiles y filosóficas, algo no frecuente en su tiempo. Se alimenta de la mejor tradición mística y contemplativa de su tiempo para decir al lector que el hombre, pese a sus muchas limitaciones, tiene en sí la chispa (la “centella”, según Sor Juana) del intelecto, que participa de la divinidad. Esta tradición del pensamiento cristiano (la Patrística, el Pseudo Dionisio Areopagita, Nicolás de Cusa, etc.) considera la noche como el espacio idóneo para el acercamiento del alma con la divinidad. Las aves nocturnas, como atributos de la diosa Minerva, asociada con la luna triforme (por sus tres rostros visibles) y símbolo de la sabiduría circunspecta, representan la sabiduría como atributo de la noche (In nocte consilium), uno de los temas más caros al pensamiento humanista, presente en Erasmo de Róterdam y en todo un conjunto de exponentes de esta idea en el Renacimiento y el Barroco. Es por ello que las aves nocturnas son los símbolos que presiden lo que será el sueño del alma en busca del conocimiento del mundo creado por la divinidad. Esto explica que la noche aparezca en el poema de Sor Juana como sinónimo de Harpócrates, el dios del silencio prudente, quien, como aspecto de la noche, acompaña tácitamente la trayectoria del sueño del alma hasta el final. La noche, por tanto, es una aliada y no una enemiga, pues es el espacio que dará lugar a la revelación del sueño del alma. Las figuras del venado (Acteón) el león y el águila aparecen, primero, como los animales diurnos que se contraponen a las aves nocturnas para representar el acto del dormir vigilante. Es decir, representan la idea que le interesa a Sor Juana destacar: el descanso no debe ausentarse por entero de la conciencia intelectual, sino ser un sueño vigilante y atento a las revelaciones de la sabiduría divina. Estos animales diurnos simbolizan también los tres sentidos exteriores más importantes: la vista, el oído y el olfato, que permanecen inactivos durante el sueño. Así se enlazan en el poema armónicamente las aves nocturnas en su sabia vigilia, los animales diurnos en su sueño vigilante, y el ser humano, cuyo cuerpo (miembros corporales y sentidos exteriores) duerme físicamente mientras su alma, consciente, es liberada temporalmente para lanzarse a la aventura del conocimiento, el cual se da por dos vías: la intuitiva y la racional. En la primera, el alma es fascinada por la contemplación instantánea de la totalidad de lo creado, pero es incapaz de formar un concepto de esa totalidad fugazmente contemplada. En la vía racional, el alma recupera el uso de su facultad razonante después de haber sido deslumbrada por el sol, pero encuentra ineficaz el método humano (que es el aristotélico de las diez categorías) para comprender los incontables misterios de la creación. En ambas vías el alma fracasa en su intento, que, no obstante, se ve siempre renovado. Solo el despertar aparenta dar una tregua a este sueño del deseo de conocimiento que siempre tiende a alcanzar el misterio de Dios, de la naturaleza que él creó y del hombre mismo como “bisagra engarzadora” entre Dios y el mundo creado.

##### La intuición
La primera manera de tratar de acceder a esa “Causa primera” de la que habla Sor Juana («Y a la Causa primera siempre aspira») es aquella en la que la totalidad de las cosas se presentan «en un solo golpe de vista». Esta comunión de las cosas han de aparecer en el sueño, una vez que se está dentro del mismo, pues, como veremos en la sección dedicada al sueño como lugar de la fantasía, el sueño es el lugar en donde el contenido que se resguarda en la memoria, que es la materia prima con la que habrá de discurrir el entendimiento, puede ser liberado de las exigencias del cuerpo, como señala Sor Juana: «El alma, pues, suspensa/ del exterior gobierno —en que, ocupada/ en material empleo,/ o bien o mal— da el día por gastado».
Por la vía de la intuición, las cosas particulares nos son aún desconocidas, por lo que no podríamos decir que conocemos cabalmente, pues dentro de ese conocimiento cabal, estaría el conocimiento de las propias esencias de las cosas: "Ella misma reconocía la insuficiencia de una intuición que pretendiera abarcar todas las cosas, sin llegar a conocer la esencia íntima de cada una. El camino que se ha de seguir es precisamente el contrario: empezar por las cosas particulares, para elevarse después a la visión total".

Sor Juana buscaba un conocimiento cabal de las cosas por lo que una vez que notó la insuficiencia que tiene la vía de la intuición para su propósito, habrá de trazar un nuevo método, más bien, retomar el proyecto aristotélico (más tarde escolástico), de partir de diez categorías en las cuales han de ser pensadas la totalidad de las cosas, ascendiendo cada vez más, de lo más bajo, hasta lo más elevado, dice:
“más juzgó conveniente/ a singular asunto reducirse,/ o separadamente/ una por una discurrir las cosas/ que vienen a ceñirse/ en las que, artificiosas,/ dos veces cinco son Categorías:/ reducción metafísica que enseña/ (los entes concibiendo generales/ en solo unas mentales fantasías/ donde de la materia se desdeña/ el discurso abstraído)/ ciencia a formar de los Universales,/ reparando, advertido,/ con el arte el defecto/ de no poder con un intuitivo/ conocer acto todo lo criado,/ sino que, haciendo escala, de un concepto/ en otro va ascendiendo grado a grado,/ y el de comprender orden relativo/ sigue, necesitado/ del del entendimiento/ limitado vigor, que a sucesivo/ discurso fía su aprovechamiento:/ cuyas débiles fuerzas, la doctrina/ con doctos alimentos va esforzando,/ y el prolijo, si blando,/ continuo curso de la disciplina/ robustos le va alientos infundiendo… la honrosa cumbre mira,/ término dulce de su afán pesado”
Sor Juana comienza a seguir el método aristotélico de partir de las cosas mismas para elevarse, mediante el entendimiento hacia la Causa Primera.

##### La fantasía a partir del De Anima de Aristóteles
El material con el que opera el entendimiento, no son las cosas mismas, son algo más que permite resguardar imágenes en la memoria que se graban en nosotros.
La operación aristotélica parte de esta materia prima, que es lo que tenemos de los objetos, por lo que la abstracción sólo opera en nosotros mismos, nada nos garantiza que de este conocimiento podamos acceder a otro más elevado.
Ioan P. Couliano, un autor reconocido por su obra: "Eros y magia en el Renacimiento" nos dice lo siguiente: “Aristóteles no pone en duda la existencia de la dicotomía platónica entre cuerpo y alma. Sin embargo, estudiando los secretos de la naturaleza, siente la necesidad de definir empíricamente las relaciones entre estas dos entidades aisladas, cuya unión casi imposible desde el punto de vista metafísico constituye uno de los misterios más profundos del universo”.
En el libro 3 de De Anima, Aristóteles nota que entre el alma y el cuerpo, debe existir un intermedio que los comunique, dice: “Imaginar viene a ser, pues, opinar acerca del objeto sensible percibido no accidentalmente. Ahora bien, ciertos objetos sensibles producen una imagen falsa a los sentidos y, sin embargo, son enjuiciados de acuerdo con la verdad”. Y más adelante dice: “...cuando se contempla intelectualmente, se contempla a la vez y necesariamente alguna imagen: es que las imágenes son como sensaciones sólo que sin materia. La imaginación es, por lo demás, algo distinto de la afirmación y de la negación, ya que la verdad y la falsedad consisten en una composición de conceptos… ¿No cabría decir que ni éstos ni los demás conceptos son imágenes, si bien nunca se dan sin imágenes?”
Es de aquí de donde surgirá la interpretación de Culianu de la fantasía y de cómo se van resguardando esos fantasmas (o imágenes de acuerdo con la traducción), dentro de la memoria y se opera con ellos en el entendimiento, dice:
“En resumen, el alma sólo puede transmitir al cuerpo todas las actividades vitales, así como la movilidad, mediante el proton organon, el aparato pneumático situado en el corazón. Por otro lado, el cuerpo abre al alma una ventana hacia el mundo a través de los cinco· órganos de los sentidos, cuyos mensajes llegan al mismo dispositivo cardíaco, que se ocupa entonces de codificarlos de forma que sean comprensibles. Bajo el nombre de phantasia, o sentido interno, el espíritu sideral transforma los mensajes de los cinco sentidos en fantasmas perceptibles por el alma. Es así porque ésta no puede captar nada que no sea convertido en una secuencia de fantasmas; en pocas palabras, no puede comprender nada sin fantasmas (aneu plzantasmatos)”.

#### Otros

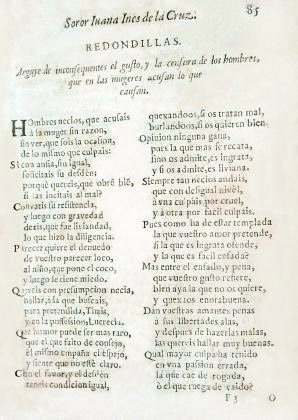
Hombres necios que acusáis a la mujer sin razón, redondilla de Sor Juana.

Buena parte de la obra lírica de Sor Juana la forman poemas de situación, creados para eventos sociales donde se elogiaba desmesuradamente a los anfitriones. Son poemas festivos, donde muchas situaciones triviales se engrandecían. Hasta cierto punto, son fiel reflejo de una sociedad consolidada en dos fortísimos pilares: la Iglesia y la Corte.
En ellos Sor Juana emplea los más variados recursos poéticos que ha aprendido a lo largo de su vida: la imagen sorprendente, el cultismo léxico, la omnipresente alusión religiosa, juego de conceptos, recursos sintácticos que recuerdan a Góngora y referencias personales que sirven de contrapeso a los desmesurados elogios que contienen la mayoría de ellos.
También escribió poesía jocosa y satírica. No era nueva en la retórica barroca la burla de uno mismo, corriente de la que Sor Juana participa al escribir una amplia gama de poemas burlescos. Su sátira a los «hombres necios» es el más conocido de sus poemas. Paz señala:

El poema fue una ruptura histórica y un comienzo, por primera vez en la historia de nuestra literatura una mujer habla en nombre propio, defiende a su sexo y, gracias a su inteligencia, usando las mismas armas que sus detractores, acusa a los hombres de los mismos vicios que ellos achacan a las mujeres. En esto Sor Juana se adelanta a su tiempo: no hay nada parecido, en el siglo XVII, en la literatura femenina de Francia, Italia e Inglaterra.
Paz, Octavio. Sor Juana Inés de la Cruz o las trampas de la fe. México: FCE, 1982, págs. 399-400.

Durante su vida Sor Juana compuso dieciséis poemas religiosos, una cantidad extraordinariamente pequeña, que sorprende por el poco interés que la monja tenía por cuestiones religiosas. La mayoría de ellos son obras de ocasión, pero existen tres sonetos en los que la poetisa plantea la relación del alma con Dios en términos más humanos y amorosos.

### Prosa

#### Neptuno alegórico

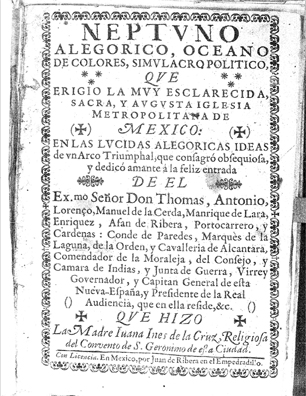
Portada de la edición príncipe del Neptuno alegórico (México, 1680).

Fue escrito para conmemorar la entrada del virrey marqués de la Laguna en la capital, el 30 de noviembre de 1680. A la vez, Sor Juana publicó un larguísimo poema a manera de explicación del arco. Consta de tres partes principales: la «Dedicatoria», «Razón de la fábrica» y «Explicación del arco».
En los lienzos y estatuas de este arco de triunfo se representaron las virtudes del nuevo virrey, personificadas por la figura de Neptuno. La obra se adscribe en una larguísima tradición clásica que vincula las bondades de héroes o gobernantes con arcos triunfales y a un contexto alegórico específico. Aunque se vincula al marqués solo con el dios del mar, su divinización abarca todos los reinos naturales. Fue muy bien recibida en la sociedad novohispana, tanto por los virreyes entrantes como por buena parte del clero.
Para Paz, la obra, además de estar influida por Atanasio Kircher, establece una conexión entre la veneración religiosa del antiguo Egipto y el cristianismo de la época. Esta obra fue, además, causa de la ofuscación de Antonio Núñez de Miranda, confesor y amigo de la poetisa. Varios autores conjeturan que el prelado estaba celoso del prestigio que su amiga iba adquiriendo en la corte, al tiempo que el suyo decaía, lo que resquebrajó su relación. Poco después, sintiéndose con el apoyo de los virreyes, Sor Juana se permite despedirlo como confesor.

#### Carta atenagórica
Fue publicada en noviembre de 1690, en Puebla de Zaragoza, por el obispo Manuel Fernández de Santa Cruz. Atenagórica significa «digna de la sabiduría de Atenea». La carta es una crítica al sermón de Mandato del portugués António Vieira sobre las finezas de Cristo.
Marca el inicio del fin de la producción literaria sorjuanina. Poco tiempo después, en 1693, sor Juana emprenderá una serie de obritas llamadas de superogación, en las que pretendía agradecer a Dios por las muchas mercedes recibidas.
A través de sus principales conclusiones, sor Juana sostiene que los dogmas y las doctrinas son producto de la interpretación humana, la cual nunca es infalible. Como en la vastísima mayoría de sus textos, tanto dramáticos como filosóficos, la interpretación de tópicos teológicos se convierte en un juego conceptista plagado de ingenio.

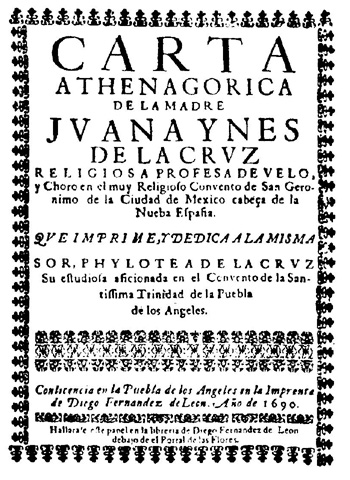
Carta atenagórica.

En marzo de 1691, a modo de continuación de esta carta, Sor Juana redactará la Respuesta a Sor Filotea de la Cruz, donde se defiende argumentando que el vasto conocimiento que posee de varias áreas es suficiente para que se le permita discurrir en temas teológicos que no deben circunscribirse únicamente a los varones.
Es uno de los textos más difíciles de Sor Juana. Originalmente fue titulado Crisis de un sermón, pero al publicarse en 1690 Fernández de Santa Cruz le dio el nombre de Carta atenagórica. Para Elías Trabulse, el verdadero destinatario de la Carta atenagórica es Núñez de Miranda, quien celebra en sus sermones y escritos el tema de la Eucaristía, central en la Carta, aunque Antonio Alatorre y Martha Lilia Tenorio han refutado esta hipótesis.
Siguiendo una hipótesis formulada por Darío Puccini y ampliada por Octavio Paz Schuller piensa que, aunque fuera dirigida a Núñez, no es improbable que Aguiar se haya sentido atacado por la publicación. Según la hipótesis de Paz y Puccini, Santa Cruz hace circular la carta entre la comunidad teológica del virreinato, a fin de restarle influencia al arzobispo. Es conocida la admiración que el obispo de Puebla sentía por Sor Juana, lo que lo lleva a olvidar la actitud misógina predominante en el siglo XVII.
Una de las preguntas que se hace Paz es a quién va dirigida la crítica en la Carta atenagórica. Entre 1680 y 1681 se da en Madrid una disyuntiva por la elección del importantísimo puesto de arzobispo de México, a la salida de Fray Payo Enríquez de Rivera. Fernández de Santa Cruz era una de las opciones contempladas, junto con Francisco de Aguiar y Seijas. Este era fiel admirador de Vieira. Al atacar a Vieira en un sermón escrito 40 años antes, Sor Juana se involucra en una disputa por el poder entre ambos clérigos, desafiando a Aguiar y Seijas —conocido por misógino, por censurar el teatro, la poesía y la comedia—. La Carta Atenagórica es publicada por el prelado poblano bajo el seudónimo de Sor Filotea de la Cruz, con un prólogo en el que este elogia y crítica a la monja por sus atribuciones hacia las letras sagradas.
Frente a esta hipótesis, Antonio Alatorre y Martha Lilia Tenorio creen que en alguna de las muchas tertulias que sostenía Sor Juana, se haya hablado del Sermón del Mandato de Vieyra, y el interlocutor de Sor Juana, al escucharla, le haya pedido que pusiera sus opiniones por escrito. Este interlocutor de Sor Juana, sea quien sea, decidió sacar copias del escrito de Sor Juana, y una de ellas llegó a manos del obispo de Puebla, quien la publicó con el nombre de Carta Athenagórica. Todo ello en contraposición a las elaboradas hipótesis conspiratorias muy populares entre los sorjuanistas, como señalan.

Con lo anterior queremos decir que, así como el romance de los celos fue resultado de una conversación con la Condesa de Paredes acerca de la poesía, la Crisis lo fue de una conversación con cierto visitante de San Jerónimo, quizá fray Antonio Gutiérrez (y si no él, cualquier otro docto teólogo). A Sor Juana le gustaban tanto los encargos, que los disfrazaba de «preceptos», para que el cumplimiento fuera «obediencia». Lo que dice en la Respuesta a Sor Filotea sobre la génesis de la Crisis no podía ser más claro. Pero en los últimos tiempos, según verá el lector en varios lugares del presente libro, se ha puesto de moda dudar programáticamente de la sinceridad de Sor Juana y, peor aún, descubrir tras sus palabras toda clase de intenciones segundas, cálculos astutos e intrigas complicadas. Nosotros sentimos que esas conjeturas son ociosas e innecesarias. La génesis de la Crisis es como la génesis de casi todo lo que escribió Sor Juana. No le vemos misterio alguno.
Antonio Alatorre y Martha Lilia Tenorio, Serafina y Sor Juana. México: El Colegio de México, 1998, pág. 16

#### Respuesta a Sor Filotea de la Cruz
Fue redactada en marzo de 1691, como contestación a todas las recriminaciones que le hizo Fernández de Santa Cruz, bajo el seudónimo de Sor Filotea de la Cruz. El obispo advierte que ninguna mujer debió afanarse por aprender de ciertos temas filosóficos. En su defensa, Sor Juana señala a varias mujeres doctas, como Hipatia, una filósofa neoplatónica asesinada por cristianos en el año 415. Escribe sobre su intento fallido y el constante dolor que su pasión al conocimiento le trajo, pero exponiendo un conformismo, ya que aclara que es mejor tener un vicio a las letras que a algo peor. También justifica el vasto conocimiento que tiene de todas las materias de educación: lógica, retórica, física e historia, como complemento necesario para entender y aprender de las Sagradas Escrituras.
La Carta de Sor Filotea expresa la admiración que el obispo de Puebla siente por Sor Juana, pero al mismo le recrimina que no debe emplear su enorme talento en cuestiones profanas, sino en temas divinos. Aunque no se declara en contra de la educación de la mujer, sí manifiesta su inconformidad con la falta de obediencia que podrían demostrar algunas mujeres ya educadas. Por último, le recomienda a la monja seguir el ejemplo de otros escritores místicos que se dedicaron a la literatura teológica, como Santa Teresa de Jesús o Gregorio Nacianceno.
Sor Juana concuerda con Sor Filotea en que debe mostrar obediencia y que nada justifica la prohibición de hacer versos, al tiempo que afirma que no ha escrito mucho sobre la Escritura pues no se considera digna de hacerlo. También reta, a Sor Filotea y a todos sus enemigos, a que le presenta una copla suya que peque de indecencia. No puede calificarse la suya de poesía lasciva o erótica, por lo que muchos críticos consideran que el afecto que mostraba por las virreinas era filial, no carnal.

#### Protesta de la fe

Protesta de la fe y renovación de los votos religiosos que hizo, y dejó escrita con su sangre la madre Juana Inés de la Cruz.

Protesta de la fe y renovación de los votos religiosos que hizo, y dejó escrita con su sangre la madre Juana Inés de la Cruz monja profesa en San Gerónimo de México, es una obra de 1695 en la que Sor Juana Inés de la Cruz reafirma su fe en Cristo, en la cual insta a amarlo sobre todas las cosas e incluso derramar hasta la última gota de sangre por él. En esta obra se plasma la importancia del fervor por Jesucristo en su vida.

#### Loas
Sor Juana publicó doce loas, de las cuales nueve aparecieron en la Inundación castálida y el resto en el tomo II de sus obras. Tres loas sorjuanescas precedían, a manera de prólogo, a sus autos sacramentales, aunque todas ellas tienen identidad literaria propia. Obras de tono culto, rondando los 500 versos, incluían alabanzas a los personajes de la época —a Carlos II y a su familia dedica seis loas, dos a la familia virreinal y una al padre Diego Velázquez de la Cadena—. Solían representarse con toda fastuosidad y poseían un tono excesivamente adulador y temas artificiosos, como lo exigía la poética culta del siglo XVII. La mayoría de las loas de Sor Juana, principalmente las de tipo religioso, son composiciones de estilo florido y conceptuoso, con gran variedad de formas métricas y firme claridad de pensamiento. En este aspecto destaca la Loa de la Concepción.
Cinco loas fueron compuestas «a los años del rey don Carlos II», es decir, para sus cumpleaños. En cada una de ellas Sor Juana celebra al imperio español en décimas de vivaz esplendor rítmico y cuadrático. Aun así, la segunda loa de esta clase presenta un estilo llano, un largo romance y cierta sobriedad estrófica. Otra de las loas, más sencilla, realiza muchas alusiones mitológicas de enorme agudeza para celebrar el 6 de noviembre, fecha del natalicio del rey. El resto de estas loas, de enorme alarde decorativo, celebran a Carlos usando alegorías fabulescas, trozos líricos de excepcional musicalidad y color. Estas loas son obra representativa del barroquísimo estilo de Sor Juana.
También escribió una loa a la reina consorte, María Luisa de Orleans, repleta de agudos retruécanos y de una impronta calderoniana que resalta sobre todo en las metáforas. Otra de las loas fue dedicada a la reina madre, Mariana de Austria. Es una composición muy similar a las escritas en honor de Carlos II, aunque con menos majestuosidad. Destacan en ella los decasílabos de arranque esdrújulo y la alegoría mitológica para ensalzar a la reina.
A sus amigos y protectores, los marqueses de la Laguna y los condes de Gelve, también les dedicó varias loas. Nuevamente emplea recursos mitológicos para cantar las virtudes de sus gobernantes. Lo que realza su estilo es la agilidad para crear símbolos y símiles, a través de un juego muy calderoniano tejido por los anagramas o iniciales de los personajes a los que Sor Juana pretende ponderar.

#### Villancicos
Los villancicos de Sor Juana, al contrario que sus loas, son composiciones sencillas y populares que se cantaban en los maitines de las fiestas religiosas. Cada juego de villancicos obedece a un formato fijo de nueve composiciones —ocho alguna vez, pues la última era fácilmente sustituible por el Te Deum—, lo que les otorgaba una considerable extensión.
Temáticamente, los villancicos celebran algún acontecimiento religioso en una variada gama de tonos poéticos que abarcan desde lo culto hasta lo popular. Aunque los villancicos solían incluir composiciones en latín, lo cierto es que toda la pieza se desviaba hacia lo popular, a fin de atraer la atención del pueblo y generar alegría. Sor Juana, como otros creadores barrocos, tiene pleno dominio de la poesía popular y sus villancicos son una muestra de ello, pues acertó a captar y a transmitir la alegre comicidad y los gustos sencillos del pueblo. Cantados en los maitines, los villancicos tienen una clara configuración dramática, gracias a los distintos personajes que intervienen en ellos.
En Los villancicos al glorioso San Pedro Sor Juana presenta al apóstol como adalid de la justicia verdadera, el arrepentimiento y la conmiseración. Otro de ellos vindica a la Virgen María como patrona de la paz y defensora del bien, y a Pedro Nolasco como libertador de los negros, a la vez que realiza una disertación sobre el estado de dicho grupo social. Otros villancicos destacados de Sor Juana son los Villancicos del Nacimiento, cantados en la Catedral de Puebla la Nochebuena de 1689, y los realizados en 1690 para honrar a San José, también estrenados en la catedral poblana.
En 2008, Alberto Pérez-Amador Adam, considerando las investigaciones musicológicas correspondientes realizadas hasta ese momento, demostró que once de los villancicos acreditados a sor Juana no son de ella, porque fueron puestos en metro músico por maestros de capilla en España e Hispanoamérica mucho antes de su empleo por Sor Juana. No obstante, deben considerarse como parte de su obra por el hecho de que ella los retocaba para incorporarlos a los ciclos de villancicos que le eran encargados por las diferentes catedrales novohispanas. El mismo investigador estableció una lista de villancicos conservados de sor Juana puestos en metro músico por compositores de diversas catedrales no solo novohispanas, sino también sudamericanas y peninsulares.

#### Documentos biográficos
Diferentes documentos, de índole jurídico, han sido rescatados. Estos revisten una importancia particular para la reconstrucción de diferentes aspectos de su biografía.
1. Solicitud de Juana Inés de la Cruz, novicia del convento de San Jerónimo, para otorgar su testamento y renuncia de bienes. 15 de febrero de 1669 (en Enrique A. Cervantes 1949).
2. Testamento y renuncia de bienes de Juana Inés de la Cruz, novicia del convento de San Jerònimo. 23 de febrero de 1669 (en Enrique A. Cervantes 1949).
3. Sor Juana Inés de la Cruz vende a su hermana, doña Josefa María de Asbaje, una esclava. 6 de junio de 1684 (en Enrique A. Cervantes 1949).
4. Petición de Juana Inés de la Cruz, religiosa del convento de San Jerónimo, para imponer a censo asegurado en fincas de dicho convento, la cantidad de $1400.00 pesos de oro común, propiedad de la solicitante. 12 de marzo de 1691 (en Enrique A. Cervantes 1949).
5. Censo sobre $1400.00, asegurado en fincas del convento de San Jerónimo, que se establece a favor de Sor Juana Inés de la Cruz. 24 de marzo de 1691 (en Enrique A. Cervantes 1949).
6. Imposición de $600 más sobre bienes y rentas del Convento de San Jerónimo, por Sor Juana Inés de la Cruz. 18 de agosto de 1691 (en Enrique A. Cervantes 1949).
7. Sor Juana Inés de la Cruz solicita licencia del Arzobispo de México, para comprar la celda que fue de la Madre Catalina de San Jerónimo. 20 de enero de 1692 (en Enrique A. Cervantes 1949).
8. Venta de la celda que fue de la madre Catalina de San Jerónimo a Sor Juana INés de la Cruz, 9 de febrero de 1692 (en Enrique A. Cervantes 1949).
9. Voto y juramento de la Inmaculada Concepción en el Convento de San Jerónimo de la Ciudad de México 1686 (en Manuel Ramos Medina 2011).
10. Tres Documentos en el Libro de Profesiones del Convento de San Jerónimo (24 de febrero de 1669 / 8 de febrero de 1694 / sin fecha) (en el cuarto volumen de las Obras completas México 1957: 522-523. Guillermo Schmidhuber, con la colaboración de Olga Martha Peña Doria, publicó un facsímil del Libro de la Profesiones del convento de San Jerónimo, actualmente guardado en la Biblioteca Benson de la Universidad de Texas en Austin.
11. Guillermo Schmidhuber y Olga Martha Peña Doria editaron la imagen y la paleografía de 64 documentos en Familias paterna y materna de Sor Juana Inés de la Cruz, Hallazgos documentales y 58 documentos en Las redes sociales de Sor Juana Inés de la Cruz, la mayoría anteriormente desconocidos o carentes de imagen publicada; con un total de 122 documentos, entre ellos la fe de bautismo de Pedro de Asuaje, padre de sor Juana y los Permisos de paso de Canarias a Nueva España en 1598 de la familia paterna de sor Juana (abuela, madre y del niño Pedrito de Asuaje). Así como los árboles genealógicos paterno y materno de Juana Inés con cinco generaciones y varios documentos de Canarias que prueban el origen inmediato de la familia proveniente de Génova.

#### Obras perdidas
Por diversas fuentes se sabe de obras que se mantienen inéditas o que se han perdido irremediablemente. Alfonso Méndez Plancarte (en el volumen primero de las Obras completas, México 1951: XLIV) hace al respecto la siguiente relación:
1. Una Loa al Santísimo Sacramento escrita a los ocho años y de la cual da noticia Diego Calleja en su biografía.
2. El Caracol, un tratado de música al que se refiere en su romance Después de estimar mir amor.
3. El equilibrio moral. Direcciones prácticas morales en la segura probabilidad de las acciones humanas. El manuscrito lo conservaba Carlos de Sigüenza y Góngora.
4. Las súmulas, una lógica menor, que conservaba el P., M. Joseph de Porras de la Compañía de Jesús en el Colegio Máximo de S. Pedro y S. Pablo de México.
5. Otros discursos a las finezas de Cristo Señor Nuestro.
6. Otro papel sobre el siervo de Dios, Carlos de Santa María (un hijo espiritual del P. Núñez).
7. Una «glosa en décimas a la inédita religiosa acción de nuestro Católico Monarca».
8. El final del Romance gratulatorio a los Cisnes de la España.
9. Un poema (¿dramático?) que dejó sin acabar Agustín de Salazar y Torres. La segunda Celestina, una comedia iniciada por Agustín de Salazar y Torres, quien murió en 1675 mientras la escribía y la terminó sor juana (Octavio Paz y Guillermo Schmidhuber propusieron una suelta localizada en 1989 como la obra de sor Juana, Editorial Vuelta, 1990).
10. «Otros muchos discretos papeles y cartas», algunos en poder de D. Juan de Orve y Arbieto.
11. Epistolario con Diego Calleja.
12. Epistolario con la Marquesa de la Laguna. Recientemente Beatriz Colombi y Hortensia Calvo publicaron una colección de cartas de María Luisa que están conservadas en la biblioteca de la Universidad de Tulaine, en Nueva Orleans.

## Crítica y legado
Sor Juana aparece hoy como una dramaturga importantísima en el ambiente hispanoamericano del siglo XVII. En su época, sin embargo, es posible que su actividad teatral ocupase un lugar secundario. Aunque sus obras se publicaron en el Tomo II (1692), el hecho de que las representaciones estuvieran restringidas al ambiente palaciego dificultaba su difusión, al contrario de lo que sucedió con su poesía. La literatura del siglo XVIII, principalmente, alabó la obra de Sor Juana e instantáneamente la incluyó entre los grandes clásicos de la lengua española. Dos ediciones de sus obras y numerosas polémicas avalan su fama.
En el siglo XIX, la popularidad de Sor Juana fue diluyéndose, como lo prueban varias expresiones de intelectuales decimonónicos. Joaquín García Icazbalceta habla de una «absoluta depravación del lenguaje»; Marcelino Menéndez Pelayo, de la pedantería arrogante de su estilo barroco y José María Vigil de un «enmarañado e insufrible gongorismo».
A partir del interés que la Generación del 27 suscitó por Góngora, literatos de América y España comenzaron la revaloración de la poetisa. Desde Amado Nervo hasta Octavio Paz —pasando por Alfonso Reyes, Pedro Henríquez Ureña, Ermilo Abreu Gómez, Xavier Villaurrutia, José Gorostiza, Ezequiel A. Chávez, Karl Vossler, Ludwig Pfandl y Robert Ricard—, diversos intelectuales han escrito sobre la vasta obra de Sor Juana. Todos estos aportes han permitido reconstruir, más o menos bien, la vida de Sor Juana, y formular algunas hipótesis —hasta entonces no planteadas— sobre los rasgos característicos de su producción.
A fines del siglo XX se descubrió lo que se considera una aportación sorjuanesca a La segunda Celestina, propuesta por Paz y Guillermo Schmidhuber, al mismo tiempo que Elías Trabulse daba a conocer la Carta de Serafina de Cristo, atribuida a Sor Juana. Ambos documentos han desatado una acre polémica, aún sin resolución, entre los expertos en Sor Juana. Tiempo después se difundió el proceso del clérigo Javier Palavicino, quien elogió a Sor Juana en 1691 y defendió el sermón de Vieira. Para 2004, el peruano José Antonio Rodríguez Garrido dio cuenta de dos documentos fundamentales para el estudio de Sor Juana: Defensa del Sermón del Mandato del padre Antonio Vieira, de Pedro Muñoz de Castro, y el anónimo Discurso apologético en respuesta a la Fe de erratas que sacó un soldado sobre la Carta atenagórica de la madre Juana Inés de la Cruz.
En 1992, en reconocimiento a su figura, se crea el Premio Sor Juana Inés de la Cruz para distinguir la excelencia del trabajo literario de mujeres en idioma español de América Latina y el Caribe. 
En 2022, la iglesia anglicana la incluyó en su calendario litúrgico. Su festividad es el 18 de abril, un día después de la fecha de su muerte.

### En el cine
La figura de Sor Juana Inés de la Cruz ha inspirado varias obras cinematográficas dentro y fuera de México. La más conocida, probablemente, es Yo, la peor de todas, película argentina de 1990, dirigida por María Luisa Bemberg, protagonizada por Assumpta Serna y cuyo guion está basado en Sor Juana Inés de la Cruz o las trampas de la fe. Otros filmes que retoman la figura de la monja de San Jerónimo son el documental Sor Juana Inés de la Cruz entre el cielo y la razón (1996) y Las pasiones de sor Juana (2004). Asimismo, también ha inspirado la miniserie Juana Inés, producida por Canal Once y Bravo Films, con Arantza Ruiz y Arcelia Ramírez en el papel de Sor Juana de joven y de adulta respectivamente.

## Ediciones

### Antiguas
- Inundación castálida de la única poetisa, Musa Décima, sor Juana Inés de la Cruz, religiosa profesa en el Monasterio de San Jerónimo en la Imperial Ciudad de México, que en varios metros, idiomas y estilos fertiliza varios asuntos con elegantes, sutiles, claros, ingeniosos, útiles versos, para enseñanza, recreo y admiración. Madrid: Juan García Infanzón, 1689. Reimpreso con el título de Poemas.... Madrid, 1690; Barcelona, 1691; Zaragoza, 1692; Valencia, 1709 (dos ediciones); Madrid, 1714; Madrid, 1725 (dos ediciones). Contiene 121 poemas, cinco juegos completos de villancicos y el Neptuno alegórico junto con la Explicación del arco.[229]
- Segundo tomo de las obras de sóror Juana Inés de la Cruz, monja profesa en el monasterio del señor San Jeronimo de la Ciudad de México, dedicado por la autora a D. Juan de Orúe y Orbieto, caballero de la Orden de Santiago. Sevilla, Tomás López de Haro, 1692. Reimpreso en Barcelona, 1693 (tres ediciones). Con el título de Obras poéticas, Madrid: 1715 y 1725. Incluye los autos sacramentales, la Carta atenagórica, Amor es más laberinto, Los empeños de una casa y setenta poemas más.[230]
- Fama y obras póstumas del fénix de México, décima musa, poetisa americana, Sor Juana Inés de la Cruz, religiosa profesa en el convento de San Jerónimo de la Imperial Ciudad de México, conságralas a la majestad católica de la reina Nuestra Señora doña Mariana de Neoburg Baviera Palatina del Rhin, por mano de la Excma. Señora doña Juana de Aragón y Cortés, duques de Montoleón y Terranova, marquesa del valle de Oaxaca, el doctor don Juan Ignacio de Castorena y Ursúa, Capellán de Honor de su majestad, Protonotario, Juez Apostólico por su santidad, teólogo, Examinador de la Nunciatura de España, prebendado de la Santa Iglesia Metropolitana de México. Madrid: Manuel Ruiz de Murga, 1700. Reimpreso en Madrid en 1700, 1701 y 1714, y en Barcelona en 1725. Está compuesto de la Respuesta a Sor Filotea y varios poemas.[89]

### Modernas

#### Obras completas
- Obras completas, cuatro tomos, edición y notas de Alfonso Méndez Plancarte. México, Fondo de Cultura Económica, 1951-1957. Reedición del primer tomo, Lírica Personal, a cargo de Antonio Alatorre, 2009.[231]
- Obras completas, prólogo y edición de Francisco Monterde. México: Porrúa, 1985.[232]

### Sueltas
- Nocturna, mas no funesta. Poesía y cartas, edición prólogo y notas de Facundo Ruiz. Buenos Aires: Corregidor, 2014.[233]
- Poesías escogidas, ed. Manuel Toussaint. México: Imprenta Victoria, 1916.[234]
- Obras escogidas, ed. Manuel Toussaint. México: Cvltvra, 1928.[235]
- Primero sueño, ed. Ermilo Abreu Gómez. Contemporáneos: tomo I, págs. 272-313 y II, págs. 46-54, México, 1928.
- Poesías completas, ed. popular revisada por Ermilo Abreu Gómez. México: Botas, 1940.[236]
- Poesías escogidas, ed. Francisca Chica Salas. Buenos Aires: Estrada, 1940.[237]
- Poesías selectas, ed. Ermilo Abreu Gómez. México: Botas, 1944 (2.ª ed. revisada y corregida, 1970).[238]
- Poesía, teatro y prosa, ed. Antonio Castro Leal. México: Porrúa, 1948.[239]
- Primero sueño, ed. de la Sección de Literatura Iberoamericana de la Universidad de Buenos Aires, con la colaboración de Juan Carlos Merlo, nota preliminar de Gerardo Moldenhauer. Buenos Aires: Imprenta de la Universidad, 1953.[240]
- Obras escogidas, ed. Juan Carlos Merlo. Barcelona: Bruguera, 1968.[241]
- Obras selectas, ed. Georgina Sabat de Rivers y Elias L. Rivers. Barcelona: Clásicos Noguer, 1976.[242]
- Respuesta a Sor Filotea, ed. Grupo Feminista de Cultura. Barcelona: Laertes, 1979.[243]
- Florilegio, ed. Elías Trabulse. México: Promexa, 1979.[244]
- Inundación castálida, ed. Georgina Sabat de Rivers. Madrid: Castalia, 1982.[245]
- Carta de Sor Juana Inés de la Cruz a su confesor: autodefensa espiritual, ed. Aureliano Tapia Méndez. Monterrey: Impresora Monterrey, 1986.[246]
- El sueño, ed. Alfonso Méndez Plancarte. México: UNAM, 1989.[247]
- Los empeños de una casa / Amor es más laberinto, ed. Celsa Carmen García Valdés. Madrid: Cátedra, 2010.[248]
- Neptuno alegórico, ed. Vincent Marín, intr. de Electa Arenal. Madrid: Cátedra, 2009.[249]
- Poesía lírica, ed. José Carlos González Boixo. Madrid: Cátedra, 1992.[250]

### Biografías y estudios críticos
- Exconvento de San Jerónimo, hoy Universidad del Claustro de Sor Juana
- Imágenes de Sor Juana y algunas de sus firmas (enlace roto disponible en Internet Archive; véase el historial, la primera versión y la última).
- Rincón literario de Sor Juana Inés de la Cruz
- Cronología de Sor Juana en inglés
- Obra lírica de Sor Juana Archivado el 1 de noviembre de 2017 en Wayback Machine.
- Breve estudio de sus obras
- Estudios realizados por la Universidad de Cambridge Archivado el 11 de noviembre de 2010 en Wayback Machine.
- Biografía publicada por México Desconocido
- Juana Inés de Asbaje y Ramírez. Pasión disruptiva, México, 2018.

### Obras digitalizadas
- Obras en línea de Sor Juana digitalizadas por la Biblioteca Virtual Cervantes
- Ediciones facsímiles de Sor Juana
- Obras digitalizadas de Sor Juana Inés de la Cruz en la Biblioteca Digital Hispánica de la Biblioteca Nacional de España